# Elements Garden
Elements Garden（エレメンツ・ガーデン）は、株式会社アリア・エンターテインメント（英: ARIA Entertainment、旧：株式会社シーエムアイ 音楽制作事業部）の音楽制作ブランド。略称は「エレガ」。

## 概要
主にPCゲーム、テレビアニメの主題歌やBGM、バラエティ番組などに楽曲を提供しており、同じアリア・エンターテインメントに所属していた佐藤ひろ美をはじめ、水樹奈々、榊原ゆい、茅原実里、栗林みな実、飛蘭、NANAなど、多くのボーカリストに楽曲を提供し続けている。
Elements Garden代表である上松範康が原作をつとめる『うたの☆プリンスさまっ♪』『戦姫絶唱シンフォギア』『GHOST CONCERT』『ヴィジュアルプリズン』『テクノロイド』といった作品では、そのほとんどの楽曲制作をElements Gardenが担当している。また西川貴教、KinKi Kids、嵐、Kis-My-Ft2といった男性アーティスト、宝塚歌劇団のミュージカル作品、ワイルドアームズやファイナルファンタジー ブレイブエクスヴィアス、実況パワフルプロ野球といったゲームへの楽曲提供・音楽制作を行うなど、活動の幅を広げている。
上松範康はストリングスアレンジを多用することが多く、その譜面は本人曰く『鬼の譜面』と称しており、実際にその譜面を演奏したスタジオミュージシャンの弦一徹からは冗談交じりでクレームが付くことがあった。上松以外の所属作曲家もストリングスアレンジを程度の差はあれ多用する傾向があるが、一方でストリングスの他にもアコースティックギターなどの生楽器を用いたり、打ち込み中心のデジタルサウンドを使用するなど幅広い音作りに対応している。
楽曲を提供した作品（CD、テレビアニメ・ゲームのOP映像等）には、一部の作品を除いてElements Gardenのロゴマーク及び「Special Thanks:Elements Garden」と表記される。
アリア・エンターテインメントと佐藤ひろ美が社長を務める株式会社Sは同じフロアにあり、Sの所属アーティストにElements Gardenが楽曲を多く提供していたり、他アーティスト提供曲デモ音源の仮歌をSの所属アーティストが担当したり、アリア代表の上松のマネージメントをSが担ったりと、関連性が深い。2024年2月28日の官報にアリアがSを合併する公告が掲載され、2024年4月1日付で吸収合併が実施され、Sはアリア・エンターテイメント芸能部の屋号となった。

## 歴史
2002年
- 7月 - 事実上Elements Gardenの前身となるfeel結成（有限会社リバーサイドミュージック所属）。代表は河辺健宏。Elements Gardenのメンバーである上松範康、藤田淳平、藤間仁が所属していた。

2004年
- 3月 - Elements Garden結成。
- 6月 - feelが活動終了。

2005年
- 2月24日 - 佐藤ひろ美のアルバム「Angelica」発売。全ての楽曲の作編曲をElements Gardenメンバーが担当している(但し、feel時代の楽曲も含む)。Elements Gardenが全曲の作編曲を担当したフルアルバムは初めて。
- 10月19日 - 水樹奈々のシングル「ETERNAL BLAZE」発売。オリコン週間2位を記録。上松範康が表題曲の作編曲、藤間仁がカップリングの作編曲を担当した。Elements Gardenの楽曲がオリコン10位以内に入ったのはこれが初めて。以降、Elements Gardenは水樹奈々のシングル・アルバムの多くに関わっており、全メンバーが楽曲を提供している。

2006年
- 1月18日 - 水樹奈々のシングル「SUPER GENERATION」発売。オリコン週間6位を記録。表題曲の編曲を担当した藤田淳平にとって初のオリコン10位以内。
- 5月3日 - 水樹奈々のアルバム『HYBRID UNIVERSE』発売。オリコン週間3位を記録。上松範康、藤田淳平、藤間仁の3名が参加。Elements Gardenが楽曲提供したアルバムとしては初のオリコン10位以内。
- 7月31日 - 中井康智が脱退。

2007年
- 中山真斗がメンバーとして加入。
- 1月24日 - 茅原実里のシングル「純白サンクチュアリィ」発売。菊田大介が表題曲の作編曲、藤田淳平がカップリングの編曲を担当した。以降、菊田大介は「優しい忘却」を除く全ての茅原実里のシングル、アルバムに参加し、「PRECIOUS ONE」以外のシングルでは表題曲の作編曲を全て担当している（2010年9月現在）。
- 4月18日 - 水樹奈々のシングル「SECRET AMBITION」発売。オリコン週間2位を記録。藤間仁が表題曲の編曲、上松範康がカップリングの作編曲を担当した。藤間仁にとって表題曲を提供したシングルが10位以内になるのはこれが初。
- 11月14日 - 上松範康が作編曲で参加したKinKi Kidsのアルバム『φ』と、上松範康、藤田淳平、藤間仁、菊田大介が参加した水樹奈々のアルバム「GREAT ACTIVITY」が発売され、それぞれオリコンアルバムチャート週間1位と2位を記録。Elements Gardenが関わったアルバムが週間1位を記録するのはこれが初めて。
- 11月28日 - ゲーム制作ブランド「Leaf/AQUAPLUS」の楽曲をアコースティックアレンジした企画盤『Pure　-AQUAPLUS LEGEND OF ACOUSTICS-』が発売。全曲の編曲を上松範康、藤田淳平、藤間仁の3名で担当。Elements Gardenにとって初のSuper Audio CD作品(通常のCDでも発売されている)。

2008年
- 2月6日 - 水樹奈々のシングル「STARCAMP EP」発売。オリコン週間5位。収録曲のうち、「COSMIC LOVE」の作編曲を藤田淳平が、「Dancing in the velvet moon」の作曲を上松範康、編曲を上松範康と中山真斗が担当。中山真斗にとって初の10位以内。
- 8月6日 - Elements Gardenとしては初のコンピレーションアルバム「Elements Garden」を発売。以降、およそ1年に1枚ずつコンピレーションアルバムを発売している(2010年9月現在、3作目まで発売)。

2009年
- 母里治樹がメンバーとして加入。
- 1月21日 - 水樹奈々のシングル「深愛」発売。オリコンデイリー1位、週間2位を記録した。表題曲の作曲を上松範康が、編曲を藤間仁が担当した。この曲は同年12月31日の第60回NHK紅白歌合戦で歌われた。Elements Gardenの提供した楽曲が紅白歌合戦で歌われたのは初めて。
- 6月3日 - 水樹奈々のアルバム『ULTIMATE DIAMOND』発売。オリコン週間1位を記録。上松、藤田、藤間、中山の4名が参加。上松範康を除くメンバーにとっては初の週間1位。
- 11月26日 - 榊原ゆい×Elements Gardenコラボレーションアルバム「EVERGREEN」発売。
- 12月23日 - 茅原実里のシングル「PRECIOUS ONE」発売。オリコン週間5位を記録。藤田と菊田が参加。菊田にとって、自身が関わったシングルのTop10入りは初。

2010年
- 1月13日 - 水樹奈々のシングル「PHANTOM MINDS」発売。オリコン週間1位を記録。藤間仁と菊田大介が参加。Elements Gardenが楽曲提供したシングルとしては初の1位獲得。
- 2月10日 - 水樹奈々のシングル「Silent Bible」発売。オリコン週間3位を記録。表題曲の作曲は母里治樹（楽曲提供初）、編曲は菊田、カップリングでは上松が作曲で、中山真斗が編曲で参加している。また、菊田が表題曲を提供したシングルのTop10入りは初めて。
- 7月21日 - 茅原実里のシングル「Freedom Dreamer」発売。オリコン週間9位を記録。菊田が表題曲の作編曲両方を担当した曲としては初のTop10入り。

2012年
- Evan Callがメンバーとして加入。

2013年
- 6月30日 - 中山真斗が脱退。
- 10月23日 - 水樹奈々×T.M.Revolutionのシングル「革命デュアリズム」発売。上松と岩橋が楽曲制作を担当。第64回NHK紅白歌合戦での歌唱曲となったほか、第55回日本レコード大賞企画賞を受賞した。

2014年
- 藤永龍太郎と末益涼太がメンバーとして加入。

2015年
- 都丸椋太がメンバーとして加入。
- 4月15日 - 宮野真守のシングル「シャイン」が発売。上松と藤田が楽曲制作を担当した同作は、2015年4月18日付オリコンデイリーランキングで1位を記録。個人名義で活動する男性声優の作品として史上初の快挙となった。
- 9月 - Elements Garden公式Twitterが始動。
- 10月21日 - 新田恵海のアルバム「EMUSIC」発売。オリコン週間7位を記録。上松・藤田・藤間・菊田・母里・岩橋・喜多・藤永が作編曲（新田が作曲した1曲を除く10曲で作曲、全曲で編曲をElements Gardenが担当）、Evan・末益も楽曲制作のディレクションで関与しており、当時のElements Garden全メンバーで制作。Elements Gardenが全曲プロデュースしたフルアルバムとして、また作編曲を担当したメンバーの中では藤永が関わったCDとして、初のTop10入り。

2016年
- 笠井雄太がメンバーとして加入。
- 4月26日 - まねきケチャのシングル「きみわずらい／妄想桜」が発売。藤永が作編曲を担当した「きみわずらい」は第5回アイドル楽曲大賞2016で「インディーズ 地方アイドル楽曲部門」1位を受賞した。
- 6月30日 - Evan Callが脱退。
- 9月30日 - 喜多智弘が脱退。

2018年
- 7月31日 - 母里治樹が脱退。

2019年
- 下田晃太郎がメンバーとして加入。
- 1月31日 - 末益涼太が脱退。
- 9月4日 - 茅原実里のシングル「エイミー」が発売。菊田大介が作編曲を担当。アニメーション映画『ヴァイオレット・エヴァーガーデン 外伝 -永遠と自動手記人形-』主題歌となった同曲は、「令和二年アニソン大賞」で特別賞を受賞した。
- 12月31日 - 第70回NHK紅白歌合戦にて氷川きよしが歌唱する「限界突破×サバイバー」の編曲を上松と菊田が担当した。

2020年
- 日高勇輝と近藤世真がメンバーとして加入。
- 1月8日 - Poppin’Partyのシングル「イニシャル/夢を撃ち抜く瞬間に!」が発売。オリコン週間1位を記録。上松・藤間・岩橋・藤永・竹田が参加している。

2021年
- 10月20日 - 櫻川めぐ×Elements Gardenコラボレーションアルバム「キボウマイロード」発売。

2022年
- Seonoo Kimと堀川大翼がメンバーとして加入。

## 主なスタッフ
- 上松範康（あげまつ のりやす） - Elements Garden主宰。アコースティックな曲からデジタルサウンドを前面に出した曲まで幅広い曲調の曲を制作している。アルパ奏者・上松美香の実兄。
- 藤田淳平（ふじた じゅんぺい） - ロック調のギターサウンドや、デジタルサウンドを前面に押し出した曲が得意。メンバー内で唯一エンジニアリング、マニピュレーターの経験がある。妻は歌手のSuara。
- 藤間仁（ふじま ひとし） - POPSを中心にアコースティックな曲から民族色の強い曲まで柔軟な曲作りをしている。南米へのギター留学の経験があり、自身の楽曲の中にもそれを生かした情熱的なギターアレンジを入れることがある。妻は上松美香である。
- 菊田大介（きくた だいすけ） - 爽やかでキャッチーなPOPSとテクノ系の打ち込みによる楽曲を持ち味としている。
- 岩橋星実（いわはし せいま） - 以前からアシスタントとして関わっていたが、2011年より本格的に制作に参加[7]。パーカッションも演奏する。
- 藤永龍太郎（ふじなが りゅうたろう） - 2014年加入。バンドサウンドを得意とし、ギターやベースも演奏する。
- 都丸椋太（とまる りょうた） - 2015年加入。
- 織田あすか（おだ あすか） - 2016年加入。
- 笠井雄太（かさい ゆうた） - 2016年加入。
- 竹田祐介（たけだ ゆうすけ） - 2017年加入。
- 日高勇輝（ひだか ゆうき） - 2020年加入。
- 近藤世真（こんどう せいま） - 2020年加入。
- 堀川大翼（ほりかわ だいすけ） - 2022年加入。

## かつて所属していたスタッフ
- 中井康智（なかい やすとも） - 2005年より所属、2006年7月31日脱退と同時に音楽活動を引退[8] 。
- 中山真斗（なかやま まさと） - 2007年より活動を開始。作詞やギターも担当する。信念は「一期一会」な楽曲作り。2013年6月30日脱退[9]。
- Evan Call（エバン・コール）[10] - バークリー音楽大学卒業のアメリカ人。スコアを書くことができるオーケストラのほか、本格メタルサウンドまで、幅広く対応。2016年6月30日契約期間満了に伴い脱退[11]。
- 喜多智弘（きた ともひろ） - 当初からアシスタントとして関わっていたが、2011年より本格的に制作に参加。2016年9月30日契約期間満了に伴い脱退[12]。
- 母里治樹（もり はるき） - 2009年より参加。上松曰く「ストレートに心に響くメロディを作る、可能性を秘めた新人（※加入当時）。」2018年7月31日脱退[13]。
- 末益涼太（すえます りょうた）- 2014年よりElements Gardenに参加。1993年12月11日生まれ[14]。デジタルサウンドのほか、ライブ映えを意識したメロディ作りやアレンジを得意とし、ギターやベースも演奏する。2019年1月31日脱退[15]。
- 平田悠真（ひらた ゆうま） - 2015年加入。
- 下田晃太郎（しもだ こうたろう） - 2019年加入。2024年11月30日脱退。
- Seonoo Kim（キム・ソンウ） - 2022年加入。2024年11月30日脱退。

## 主な楽曲提供アーティスト
全面プロデュース
- BanG Dream!プロジェクト
  - Poppin' Party
  - Roselia
  - Glitter*Green
  - Afterglow
  - Pastel*Palettes
  - ハロー、ハッピーワールド！
  - CHiSPA
  - RAISE A SUILEN
  - Morfonica
- D4DJプロジェクト
  - Peaky P-key

過去に全面プロデュースしていたアーティスト
- 蒼井翔太
- 佐藤ひろ美（引退）
- 新田恵海
- MICHI

一部楽曲提供
- ELISA
- KAKO
- KinKi Kids
- Kis-My-Ft2
- KIRIKO
- KOTOKO & 佐藤裕美
- MAKO
- monet
- NANA
- Riryka
- Rita
- savage genius
- Suara
- YURIA
- 上松美香
- 片霧烈火
- 栗林みな実
- 榊原ゆい
- 霜月はるか
- 茅原実里
- 富田麻帆
- 橋本みゆき
- 飛蘭
- 真理絵
- 水樹奈々
- ミルキィホームズ
- 木蓮
- 笶田みこ
- 桜川めぐ
- 南條愛乃
- 風男塾
- 嵐（編曲のみ、活動休止中）
- 内田真礼

## 主な作品

### 上松範康
| 曲名                                       | 歌手名                                                                                   | タイアップ                                                                      | 楽曲提供                                 |
| ------------------------------------------ | ---------------------------------------------------------------------------------------- | ------------------------------------------------------------------------------- | ---------------------------------------- |
| ETERNAL BLAZE                              | 水樹奈々                                                                                 | TVアニメ『魔法少女リリカルなのはA's』OP                                         | 作編曲                                   |
| BRAVE PHOENIX                              | 水樹奈々                                                                                 | TVアニメ『魔法少女リリカルなのはA's』挿入歌                                     | 作詞・作編曲                             |
| Justice to Believe                         | 水樹奈々                                                                                 | PS2ゲーム『WILD ARMS the Vth Vanguard』OP                                       | 作編曲                                   |
| Angelic Symphony                           | 佐藤ひろ美                                                                               | PCゲーム『GALAXY ANGEL Eternal Lovers』OP                                       | 作詞・作曲（編曲は藤間仁）               |
| 翼はPleasure Line                          | 栗林みな実                                                                               | TVアニメ『クロノクルセイド』OP                                                  | 作編曲                                   |
| Bravin' Bad Brew                           | Riryka                                                                                   | TVアニメ『Venus Versus Virus』OP                                                | 作編曲                                   |
| Pray                                       | 水樹奈々                                                                                 | TVアニメ『魔法少女リリカルなのはStrikerS』挿入歌                                | 作編曲                                   |
| 片翼のイカロス                             | 榊原ゆい                                                                                 | TVアニメ『H2O -FOOTPRINTS IN THE SAND-』OP                                      | 作詞・作曲（編曲は藤間仁）               |
| ひとひらハート                             | 矢田みこ                                                                                 | PCゲーム『D.C.P.K. 〜ダ・カーポーカー〜』テーマ曲                               | 編曲                                     |
| DISCOTHEQUE                                | 水樹奈々                                                                                 | TVアニメ『ロザリオとバンパイア CAPU2』OP                                        | 作編曲                                   |
| mind as Judgment                           | 飛蘭                                                                                     | TVアニメ『CANAAN』OP                                                            | 作編曲                                   |
| 深愛                                       | 水樹奈々                                                                                 | TVアニメ『WHITE ALBUM』OP                                                       | 作曲（編曲は藤間仁）                     |
| 夢幻                                       | 水樹奈々                                                                                 | TVアニメ『WHITE ALBUM』第2期 OP                                                 | 作曲（編曲は藤田淳平）                   |
| BELIEVE☆MY VOICE                           | 一ノ瀬トキヤ(宮野真守)                                                                   |                                                                                 | 作詞・作曲（編曲は菊田大介）             |
| 無限のトリニティ                           | 一ノ瀬トキヤ(宮野真守)、神宮寺レン(諏訪部順一)、来栖翔(下野紘)                           |                                                                                 | 作曲（編曲は藤田淳平）                   |
| 戦場に咲いた一輪の花                       | 飛蘭                                                                                     | PS3ゲーム『白騎士物語 -光と闇の覚醒-』OP                                        | 作編曲                                   |
| 星屑☆Shall we dance？                      | 一ノ瀬トキヤ(宮野真守)                                                                   |                                                                                 | 作詞・作曲（編曲は菊田大介）             |
| Last vision for last                       | 飛蘭                                                                                     | TVアニメ『百花繚乱 サムライガールズ』OP                                         | 作編曲                                   |
| 心に届く詩                                 | Lia（Veil）                                                                              | PSPゲーム『シャイニング・ハーツ』OP                                             | 作曲（編曲は藤田淳平）                   |
| UNCHAIN∞WORLD                              | 水樹奈々                                                                                 | ニンテンドーDSソフト『無限のフロンティアEXCEED スーパーロボット大戦OGサーガ』OP | 作曲（編曲は中山真斗）                   |
| 熱情 SERENADE                              | 一ノ瀬トキヤ(宮野真守) ・神宮寺レン(諏訪部順一) ・来栖翔(下野紘)                         | ゲーム｢うたの☆プリンスさまっ♪-Sweet Serenade-｣主題歌                            | 作曲（編曲は母里治樹）                   |
| 星風のホロスコープ                         | のみこ                                                                                   | TVアニメ『星空へ架かる橋』OP                                                    | 作詞・作曲（編曲は藤間仁）               |
| オルフェ                                   | 宮野真守                                                                                 | TVアニメ『うたの☆プリンスさまっ♪マジLOVE1000%』OP                               | 作詞・作曲（編曲は藤田淳平）             |
| マジLOVE1000%                              | ST☆RISH                                                                                  | TVアニメ『うたの☆プリンスさまっ♪マジLOVE1000%』ED                               | 作詞・作曲（編曲は藤間仁）               |
| My Little Little Girl                      | 一ノ瀬トキヤ（宮野真守）                                                                 | ゲーム 「うたの☆プリンスさまっ♪Debut 」挿入歌                                   | 作曲（編曲：菊田大介）                   |
| ROMANCERS' NEO                             | 水樹奈々                                                                                 | PSPゲーム『魔法少女リリカルなのはA's PORTABLE -THE GEARS OF DESTINY-』OP        | 作曲（編曲は藤田淳平）                   |
| Synchrogazer                               | 水樹奈々                                                                                 | TVアニメ『戦姫絶唱シンフォギア』OP                                              | 作編曲                                   |
| Celestial Diva                             | 茅原実里                                                                                 | iPhone、iPod touch、iPad用ゲーム『ケイオスリングスII』テーマソング              | 作曲（編曲は菊田大介）                   |
| WHITE justice                              | 飛蘭                                                                                     | TVアニメ『機動戦士ガンダムAGE』第三部・キオ編ED                                 | 作曲（編曲は藤田淳平）                   |
| ローレライの詩                             | Lia                                                                                      | PSPゲーム『シャイニング・ブレイド』テーマソング                                 | 作詞・作曲（編曲は菊田大介）             |
| 恋色センチメンタル                         | 黒崎蘭丸(鈴木達央)&愛島セシル(鳥海浩輔)                                                  |                                                                                 | 作詞・作曲（編曲は菊田大介）             |
| Lovely Fruit                               | 水樹奈々                                                                                 | TVアニメ『トリコ』ED                                                            | 作編曲                                   |
| 奇跡のメロディア                           | 水樹奈々                                                                                 | PSPゲーム『シャイニング・アーク』テーマソング                                   | 作曲（編曲は藤間仁）                     |
| ENDLESS☆FIGHTER                            | ウルトラレア                                                                             | TVアニメ『カードファイト!! ヴァンガード リンクジョーカー編』ED                  | 作曲 （作詞は中山真斗、編曲は菊田大介）  |
| カノン                                     | 宮野真守                                                                                 | TVアニメ『うたの☆プリンスさまっ♪マジLOVE2000%』OP                               | 作詞・作曲（編曲は藤田淳平）             |
| マジLOVE2000%                              | ST☆RISH                                                                                  | TVアニメ『うたの☆プリンスさまっ♪マジLOVE2000%』ED                               | 作詞・作曲（編曲は藤間仁）               |
| CRYSTAL TIME                               | 一ノ瀬トキヤ(宮野真守)                                                                   | TVアニメ『うたの☆プリンスさまっ♪マジLOVE2000%』挿入歌                           | 作詞・作曲（編曲は菊田大介）             |
| Independence                               | 一ノ瀬トキヤ(宮野真守)                                                                   |                                                                                 | 作詞・作曲（編曲は菊田大介）             |
| Vitalization                               | 水樹奈々                                                                                 | TVアニメ『戦姫絶唱シンフォギアG』OP                                             | 作編曲（編曲：菊田大介と共作）           |
| 革命デュアリズム                           | 水樹奈々×T.M.Revolution                                                                  | TVアニメ『革命機ヴァルヴレイヴ』2ndシーズンOP                                   | 作曲（編曲は岩橋星実）                   |
| 天下無敵の忍び道                           | 一十木音也（寺島拓篤）、聖川真斗（鈴村健一）、来栖 翔（下野 紘）、愛島セシル（鳥海浩輔） |                                                                                 | 作詞・作曲（編曲はEvan Call）            |
| VIRGIN CODE                                | 水樹奈々                                                                                 |                                                                                 | 作曲（編曲は藤田淳平）                   |
| 愛しき人へ                                 | 寿 嶺二（森久保祥太郎）                                                                  | ゲーム『うたの☆プリンスさまっ♪All Star After Secret』挿入歌                     | 作詞・作曲（ 編曲：藤間 仁）             |
| 聖剣なんていらない                         | 榊原ゆい                                                                                 | TVアニメ『星刻の竜騎士』OP                                                      | 作詞・作曲（編曲は喜多智弘）             |
| A.I                                        | 美風 藍（蒼井翔太）                                                                      | ゲーム『うたの☆プリンスさまっ♪All Star After Secret』挿入歌                     | 作詞・作曲（編曲は藤間 仁）              |
| 笑顔と笑顔で始まるよ!                      | 新田恵海                                                                                 |                                                                                 | 作曲（編曲は菊田大介）                   |
| You're my life                             | QUARTET NIGHT                                                                            |                                                                                 | 作詞・作曲（編曲は藤田淳平）             |
| 世界ノ全部ガ敵ダトシテモ                   | 新田恵海                                                                                 | ゲーム『ケイオスリングスIII』OP                                                 | 作詞・作曲（編曲は中山真斗・藤間仁）     |
| 探求Dreaming                               | 新田恵海                                                                                 | TVアニメ『探偵歌劇 ミルキィホームズ TD』ED                                      | 作曲（編曲は岩橋星実）                   |
| 優しい世界そして未来へ                     | 新田恵海                                                                                 | ゲーム『スカイ・ロア』テーマソング                                              | 作曲（編曲は喜多智弘）                   |
| マジLOVEレボリューションズ                 | ST☆RISH                                                                                  | 「うたの☆プリンスさまっ♪ マジLOVEレボリューションズ」ＥＤ                       | 作詞・作曲（編曲は岩橋星実）             |
| EMOTIONAL LIFE                             | 一十木音也(寺島拓篤)・四ノ宮那月(谷山紀章)                                               | 「うたの☆プリンスさまっ♪ マジLOVEレボリューションズ」挿入歌                     | 作詞・作曲（編曲は岩橋星実）             |
| The New World                              | 四ノ宮那月(谷山紀章)                                                                     |                                                                                 | 作詞・作曲（編曲は藤間仁）               |
| ムネノコドウ                               | 美風 藍(蒼井翔太)                                                                        |                                                                                 | 作詞・作曲（編曲は母里治樹）             |
| GREEN AMBITION                             | 愛島セシル（鳥海浩輔）                                                                   |                                                                                 | 作詞・作曲（編曲は末益涼太）             |
| Double face                                | カミュ(前野智昭)                                                                         |                                                                                 | 作詞・作曲（編曲は末益涼太）             |
| ONLY ONE                                   | 黒崎蘭丸(鈴木達央)                                                                       | 「うたの☆プリンスさまっ♪ マジLOVEレボリューションズ」挿入歌                     | 作詞・作曲（編曲は岩橋星実）             |
| No.1                                       | 黒崎蘭丸(鈴木達央)                                                                       |                                                                                 | 作詞・作曲（編曲は藤田淳平）             |
| ORIGINAL RESONANCE                         | 聖川真斗(鈴村健一)・一ノ瀬トキヤ(宮野真守)                                               | 「うたの☆プリンスさまっ♪ マジLOVEレボリューションズ」挿入歌                     | 作詞・作曲（編曲は藤間仁）               |
| NEVER...                                   | 寿 嶺二(森久保祥太郎)                                                                    | 「うたの☆プリンスさまっ♪ マジLOVEレボリューションズ」挿入歌                     | 作詞・作曲（編曲は喜多智弘）             |
| Exterminate                                | 水樹奈々                                                                                 | TVアニメ『戦姫絶唱シンフォギアGX』OP                                            | 作曲（編曲は藤間仁)                      |
| Glorious Break                             | 水樹奈々                                                                                 | TVアニメ『戦姫絶唱シンフォギアGX』挿入歌                                        | 作曲（編曲は藤間仁)                      |
| UNLIMITED BEAT                             | 水樹奈々                                                                                 | スマートフォンゲーム「戦姫絶唱シンフォギアXD UNLIMITED」主題歌                  | 作詞曲（編曲は藤永龍太郎）               |
| ポラリス                                   | 四ノ宮那月（谷山紀章）、一ノ瀬トキヤ（宮野真守）、愛島セシル（鳥海浩輔）                 |                                                                                 | 作詞・作曲（編曲は岩橋星実）             |
| マジLOVEレジェンドスター                   | ST☆RISH                                                                                  | 「うたの☆プリンスさまっ♪ マジLOVEレジェンドスター」ＥＤ                         | 作詞・作曲（編曲は藤間仁)                |
| テンペスト                                 | 宮野真守                                                                                 | 「うたの☆プリンスさまっ♪ マジLOVEレジェンドスター」ＯＰ                         | 作詞・作曲（作詞は宮野真守と共作）       |
| Mighty Aura                                | 一ノ瀬トキヤ（宮野真守）＆鳳 瑛二（内田雄馬）                                            | 「うたの☆プリンスさまっ♪ マジLOVEレジェンドスター」挿入歌                       | 作詞・作曲（編曲は藤永龍太郎）           |
| Lasting Oneness                            | 聖川真斗（鈴村健一）＆皇 綺羅（小野大輔）                                                | 「うたの☆プリンスさまっ♪ マジLOVEレジェンドスター」挿入歌                       | 作詞・作曲（編曲は末益涼太）             |
| Brilliant Days                             | 一十木音也（寺島拓篤）                                                                   |                                                                                 | 作曲（編曲は藤永龍太郎）                 |
| STATE OF PERFECTION                        | 鳳 瑛一（緑川 光）                                                                       |                                                                                 | 作曲（編曲は菊田大介）                   |
| KIZUNA                                     | QUARTET NIGHT                                                                            | 「うたの☆プリンスさまっ♪ マジLOVEレジェンドスター」挿入歌                       | 作詞・作曲（編曲は菊田大介）             |
| WE ARE ST☆RISH！！                         | ST☆RISH                                                                                  | 「うたの☆プリンスさまっ♪ マジLOVEレジェンドスター」挿入歌                       | 作詞・作曲（編曲は岩橋星実)              |
| ハルハナ                                   | 黒崎蘭丸（鈴木達央）＆美風 藍（蒼井翔太）                                                |                                                                                 | 作詞・作曲（編曲は藤田淳平）             |
| BE PROUD                                   | 黒崎蘭丸（鈴木達央）                                                                     |                                                                                 | 作詞・作曲（編曲は岩橋星実）             |
| シンクロニズム                             | 美風 藍（蒼井翔太）                                                                      |                                                                                 | 作詞・作曲（編曲は藤間仁)                |
| 翼を持つ者 〜Not an angel Just a dreamer〜 | Various Artists                                                                          | 日本動画協会「アニメNEXT_100」プロジェクト公式ソング                            | 作曲（田中公平と共同、編曲は田中公平）   |
| Shining☆Romance                            | ST☆RISH                                                                                  | 「うたの☆プリンスさまっ♪ Shining Live」テーマソング                             | 作詞・作曲（編曲は藤間仁)                |
| FLY TO THE FUTURE                          | QUARTET NIGHT                                                                            | 「うたの☆プリンスさまっ♪ マジLOVEキングダム」挿入歌                             | 作詞・作曲（編曲は菊田大介）             |
| Fiction                                    | 寿 嶺二(森久保祥太郎)、美風 藍(蒼井翔太)                                                 |                                                                                 | 作詞・作曲（編曲は菊田大介）             |
| 雪月花                                     | Various Artists                                                                          |                                                                                 | 作詞・作曲（編曲は藤間 仁）              |
| ファンタジック☆プレリュード                | ST☆RISH                                                                                  |                                                                                 | 作詞・作曲（編曲は藤間 仁）              |
| THE WORLD IS MINE                          | QUARTET NIGHT                                                                            |                                                                                 | 作詞・作曲（藤田淳平）                   |
| Trinity Field                              | Triad Primus                                                                             |                                                                                 | 作曲（編曲は藤永龍太郎）                 |
| 熱愛中BANG×BANG×BANG!                      | 桐生院ヴァン（高橋英則）                                                                 |                                                                                 | 作曲（編曲は都丸椋太）                   |
| Lyrical Poetry                             | 天草シオン（山下大輝）                                                                   |                                                                                 | 作曲（編曲は竹田祐介）                   |
| 愛を捧げよ～the secret Shangri-la～        | HE★VENS                                                                                  | 「うたの☆プリンスさまっ♪ マジLOVEキングダム」挿入歌                             | 作曲（編曲は藤間仁)                      |
| GIRA×2★SEVEN                               | HE★VENS                                                                                  |                                                                                 | 作詞・作曲（編曲は藤永龍太郎）           |
| アンコール                                 | 宮野真守                                                                                 | 「うたの☆プリンスさまっ♪ マジLOVEキングダム」主題歌                             | 作詞・作曲（作詞は宮野真守と共作）       |
| 愛と呼べる木の下で                         | 一十木音也(寺島拓篤)                                                                     |                                                                                 | 作詞・作曲（編曲は藤永龍太郎）           |
| 真なる旋律は最愛を歌う                     | 聖川真斗(鈴村健一)                                                                       |                                                                                 | 作曲（編曲は竹田祐介）                   |
| COUNT 7EVEN                                | Kis-My-Ft2                                                                               |                                                                                 | 作詞・作曲（編曲は藤永龍太郎）           |
| 運命                                       | 宮田俊哉・玉森裕太（Kis-My-Ft2）                                                         |                                                                                 | 作曲（編曲は菊田大介）                   |
| 電乱★カウントダウン                        | Peaky P-key                                                                              | メディアミックスプロジェクト「D4DJ」キャラクターソング                          | 作詞・作曲（編曲は竹田祐介）             |
| Let’s do the ‘Big-Bang!’                   | Peaky P-key                                                                              | メディアミックスプロジェクト「D4DJ」キャラクターソング                          | 作曲（作詞は織田あすか、編曲は竹田祐介） |
| Gonna be right                             | Peaky P-key                                                                              | メディアミックスプロジェクト「D4DJ」キャラクターソング                          | 作曲（作詞は織田あすか、編曲は竹田祐介） |

### 藤田淳平
| 曲名                                                                            | 歌手名                                                                                             | タイアップ                                                                      | 楽曲提供                         |
| ------------------------------------------------------------------------------- | -------------------------------------------------------------------------------------------------- | ------------------------------------------------------------------------------- | -------------------------------- |
| 冒険でしょでしょ?                                                               | 平野綾                                                                                             | TVアニメ『涼宮ハルヒの憂鬱』OP                                                  | 編曲                             |
| Princess Blood                                                                  | Rita                                                                                               | PCゲーム『黒の歌姫』OP                                                          | 作編曲                           |
| 魂響                                                                            | 片霧烈火                                                                                           | PCゲーム『魂響』OP                                                              | 編曲（作詞・作曲は上松範康）     |
| Answer                                                                          | 片霧烈火                                                                                           | PCゲーム『G線上の魔王』OP                                                       | 作編曲                           |
| SUPER GENERATION                                                                | 水樹奈々                                                                                           | テレビ朝日『やぐちひとり』ED                                                    | 編曲                             |
| ナツメグ〜Precious Last Summer〜                                                | YURIA                                                                                              | PCゲーム『ナツメグ』OP                                                          | 作編曲                           |
| 蕾 -blue dreams-                                                                | Suara                                                                                              | TVアニメ『BLUE DROP 〜天使達の戯曲〜』ED                                        | 編曲                             |
| COSMIC LOVE                                                                     | 水樹奈々                                                                                           | TVアニメ『ロザリオとバンパイア』OP                                              | 作編曲                           |
| カザハネ                                                                        | 霜月はるか                                                                                         | TVアニメ『H2O -FOOTPRINTS IN THE SAND-』ED                                      | 作曲（編曲は菊田大介）           |
| サクラ アマネク セカイ                                                          | yozuca*                                                                                            | TVアニメ『D.C.II S.S. 〜ダ・カーポII セカンドシーズン〜』OP                     | 編曲                             |
| KI-ZU-NA〜遥かなる者へ                                                          | ヒトミソラ                                                                                         | TVアニメ『我が家のお稲荷さま。』OP                                              | 編曲                             |
| JUST TUNE                                                                       | savage genius                                                                                      | TVアニメ『夜桜四重奏 〜ヨザクラカルテット〜』OP                                 | 作編曲                           |
| 君がいる場所                                                                    | 高垣彩陽                                                                                           | TVアニメ『世紀末オカルト学院』ED                                                | 作編曲                           |
| Dead END                                                                        | 飛蘭                                                                                               | TVアニメ『未来日記』後期OP                                                      | 作編曲                           |
| Meteor Light                                                                    | 高垣彩陽                                                                                           | TVアニメ『戦姫絶唱シンフォギア』ED                                              | 作編曲                           |
| 繋いだ手だけが紡ぐもの                                                          | 雪音クリス(高垣彩陽)                                                                               | TVアニメ『戦姫絶唱シンフォギア』挿入歌                                          | 編曲（作詞曲は上松範康）         |
| 鋼のレジスタンス                                                                | JAM Project                                                                                        | PSPゲーム『第2次スーパーロボット大戦Z 再世篇』OP                                | 編曲                             |
| FEARLESS HERO                                                                   | 水樹奈々                                                                                           | TVアニメ『DOG DAYS'』OP                                                         | 編曲                             |
| Raise                                                                           | 小倉唯                                                                                             | TVアニメ『カンピオーネ! 〜まつろわぬ神々と神殺しの魔王〜』ED                    | 編曲                             |
| ラテラリティ                                                                    | やなぎなぎ                                                                                         | TVアニメ『ヨルムンガンド PERFECT ORDER』ED                                      | 作編曲                           |
| アヴァロンの王冠                                                                | 水樹奈々                                                                                           |                                                                                 | 作曲（編曲はEvan Call）          |
| Next Destination                                                                | 高垣彩陽                                                                                           | TVアニメ『戦姫絶唱シンフォギアG』ED                                             | 作編曲                           |
| Secret!                                                                         | NANA                                                                                               | PCゲーム『ひめごとユニオン』OP                                                  | 作編曲                           |
| イブの時代っ!                                                                   | 日向美ビタースイーツ♪                                                                              | メディアミックス企画『ひなビタ♪』                                               | 作編曲                           |
| カタルシスの月                                                                  | 日向美ビタースイーツ♪                                                                              | メディアミックス企画『ひなビタ♪』                                               | 作編曲                           |
| VIRGIN CODE                                                                     | 水樹奈々                                                                                           |                                                                                 | 編曲（作曲は上松範康）           |
| 笑顔の行方                                                                      | 水樹奈々                                                                                           |                                                                                 | 編曲                             |
| セツナキャパシティー                                                            | 水樹奈々                                                                                           | TOKYO FM「水樹奈々のMの世界」ED                                                 | 編曲                             |
| You Gotta Love Me!                                                              | かと*ふく                                                                                          | TVアニメ『異能バトルは日常系のなかで』ED                                        | 作編曲                           |
| NEXT PHASE                                                                      | 新田恵海                                                                                           | TVアニメ『カードファイト!! ヴァンガードG』ED                                    | 作編曲                           |
| Beyond the BLADE                                                                | 風鳴翼(水樹奈々)                                                                                   | 「戦姫絶唱シンフォギアGX」挿入歌                                                | 作編曲（作詞は上松範康）         |
| STARTING NOW!                                                                   | 水樹奈々                                                                                           | TVアニメ『この美術部には問題がある!』OP                                         | 編曲                             |
| NOIR〜ノワール〜                                                                | 風男塾                                                                                             |                                                                                 | 作編曲（ともに末益涼太と共作）   |
| 未来、夢、ありがとう…そして！                                                   | ST☆RISH                                                                                            | 「うたの☆プリンスさまっ♪ マジLOVEレジェンドスター」 挿入歌                      | 作曲（編曲は菊田大介）           |
| Be the light!                                                                   | 一ノ瀬トキヤ（宮野真守）                                                                           |                                                                                 | 作編曲                           |
| JUSTICE IMPULSE                                                                 | 来栖 翔（下野 紘）×日向大和（木村良平）                                                            | 「うたの☆プリンスさまっ♪ マジLOVEレジェンドスター」 挿入歌                      | 作曲（編曲は末益涼太）           |
| Give Me True Love                                                               | 神宮寺レン（諏訪部順一）                                                                           |                                                                                 | 作編曲                           |
| Grown empathy                                                                   | 四ノ宮那月（谷山紀章）×帝 ナギ（代永 翼）                                                          | 「うたの☆プリンスさまっ♪ マジLOVEレジェンドスター」 挿入歌                      | 作曲（編曲は岩橋星実）           |
| God's S.T.A.R.                                                                  | QUARTET NIGHT                                                                                      | 「うたの☆プリンスさまっ♪ マジLOVEレジェンドスター」 挿入歌                      | 作編曲                           |
| 夢を歌へと…！                                                                   | ST☆RISH・QUARTET NIGHT・HE★VENS                                                                    | 「うたの☆プリンスさまっ♪ マジLOVEレジェンドスター」 挿入歌                      | 編曲（藤永龍太郎・藤間仁と共同） |
| 証-soul mate-                                                                   | 風男塾                                                                                             | BSフジ「ジャパコンプレゼンツ エージェントHaZAP」エンディングテーマ（4月 - 9月） | 作曲（末益涼太と共作）           |
| 星屑の雫                                                                        | 風男塾                                                                                             |                                                                                 | 作編曲（作詞は織田あすか）       |
| オン・ユア・マーク！                                                            | 寿 嶺二（森久保祥太郎）                                                                            |                                                                                 | 作曲（編曲は母里治樹）           |
| ハルハナ                                                                        | 黒崎蘭丸（鈴木達央）＆美風 藍（蒼井翔太）                                                          |                                                                                 | 編曲（作曲は上松範康）           |
| FORCE LIVE                                                                      | QUARTET NIGHT                                                                                      | 「うたの☆プリンスさまっ♪ Shining Live」テーマソング                             | 作編曲                           |
| 新たなる幕開けのための幕開けによる狂詩曲〜キミがいればオレたちも笑顔∞(無限大)〜 | 風男塾                                                                                             | テレビアニメ『雨色ココアシリーズ「あめこん!」』第4期オープニングテーマ          | 作曲（末益涼太と共作）           |
| ウルトラブラスト                                                                | ST☆RISH                                                                                            | 「うたの☆プリンスさまっ♪ マジLOVEキングダム」挿入歌                             | 作曲（編曲は笠井雄太）           |
| リコリスの森                                                                    | 一十木音也（寺島拓篤）、一ノ瀬トキヤ（宮野真守）、神宮寺レン（諏訪部順一）、愛島セシル（鳥海浩輔） |                                                                                 | 作編曲                           |
| THE WORLD IS MINE                                                               | QUARTET NIGHT                                                                                      |                                                                                 | 編曲（作曲は上松範康）           |
| T・O・T! 〜Vivid Men〜                                                          | 風男塾                                                                                             |                                                                                 | 作編曲（作詞は織田あすか）       |
| Up-Down-Up！                                                                    | 一十木音也（寺島拓篤）、美風 藍（蒼井翔太）、桐生院ヴァン（高橋英則）                              | 「うたの☆プリンスさまっ♪ マジLOVEキングダム」挿入歌                             | 作編曲                           |
| 波ギュっ!                                                                       | 風男塾                                                                                             |                                                                                 | 作編曲（作詞は織田あすか）       |

### 藤間仁
| 曲名                                   | 歌手名                                                                 | タイアップ                                                                    | 楽曲提供                           |
| -------------------------------------- | ---------------------------------------------------------------------- | ----------------------------------------------------------------------------- | ---------------------------------- |
| なんてね76's                           | 佐藤ひろ美                                                             | PCゲーム『ラムネ』OP                                                          | 作編曲                             |
| 時代の無双花                           | 佐藤ひろ美                                                             | TVアニメ『機動新撰組 萌えよ剣TV』OP                                           | 編曲                               |
| 残光のガイア                           | 水樹奈々                                                               | テレビ朝日『セレクションX』ED                                                 | 作編曲                             |
| Crystal Letter                         | 水樹奈々                                                               | PS2ゲーム『WILD ARMS the Vth Vanguard』ED                                     | 編曲                               |
| SECRET AMBITION                        | 水樹奈々                                                               | TVアニメ『魔法少女リリカルなのはStrikerS』OP                                  | 編曲                               |
| BLUE                                   | Suara                                                                  | TVアニメ『BLUE DROP 〜天使達の戯曲〜』OP                                      | 編曲                               |
| Casting Dice                           | カンノユウキ                                                           | TVアニメ『あまつき』OP                                                        | 編曲                               |
| 尋ねビト                               | Veil∞Lia                                                               | PCゲーム『ほしうた』 OP                                                       | 作編曲                             |
| SERIOUS-AGE                            | 飛蘭                                                                   | 劇場版『ブレイク ブレイド』ED                                                 | 作編曲                             |
| 終末のフラクタル                       | 飛蘭                                                                   | PCゲーム『グリザイアの果実』OP                                                | 作編曲                             |
| フレーム越しの恋                       | 今井麻美                                                               | OVA『眼鏡なカノジョ』OP                                                       | 作曲                               |
| SCARLET KNIGHT                         | 水樹奈々                                                               | TVアニメ『DOG DAYS』OP                                                        | 作編曲                             |
| POP MASTER                             | 水樹奈々                                                               | 日本テレビ『第31回全国高等学校クイズ選手権』応援ソング                        | 編曲                               |
| ワールドエンド                         | 佐咲紗花                                                               | PCゲーム『グリザイアの迷宮』OP                                                | 作編曲                             |
| BRIGHT STREAM                          | 水樹奈々                                                               | 劇場版『魔法少女リリカルなのは The MOVIE 2nd A's』主題歌                      | 編曲                               |
| Sacred Force                           | 水樹奈々                                                               | 劇場版『魔法少女リリカルなのは The MOVIE 2nd A's』挿入歌                      | 編曲                               |
| 楽園の奏                               | 佐藤しずく                                                             | PCゲーム『竜翼のメロディア -Diva with the blessed dragonol-』挿入歌           | 作編曲                             |
| Fortissimo Sky                         | 佐藤しずく                                                             | PCゲーム『竜翼のメロディア -Diva with the blessed dragonol-』挿入歌           | 作編曲                             |
| 絶刀・天羽々斬                         | 風鳴翼（水樹奈々）                                                     | TVアニメ『戦姫絶唱シンフォギア』挿入歌                                        | 作編曲（作詞は上松範康）           |
| 月煌ノ剣                               | 風鳴翼（水樹奈々）                                                     | TVアニメ『戦姫絶唱シンフォギアG』挿入歌                                       | 作編曲（作詞は上松範康）           |
| HE★VENS GATE                           | 鳳 瑛一(緑川 光)、皇 綺羅(小野大輔)、帝 ナギ(代永 翼)                  | ｢うたの☆プリンスさまっ♪ マジLOVE2000％ ｣挿入歌                                | 作編曲                             |
| 真昼の月                               | 霜月はるか                                                             | PCゲーム『木漏れ陽のノスタルジーカ』ED                                        | 作編曲                             |
| 可視光線                               | 茶太                                                                   | PCゲーム『木漏れ陽のノスタルジーカ』挿入歌                                    | 作編曲                             |
| FISSION                                | 奥井雅美                                                               | PCゲーム『グリザイアの楽園』OP                                                | 作編曲                             |
| Ceremony                               | 佐咲紗花                                                               | PCゲーム『グリザイアの楽園』ED                                                | 作編曲                             |
| 瞑想Solitude                           | かと*ふく（福原香織ソロ曲）                                            |                                                                               | 作曲（編曲は岩橋星実・Evan Call）  |
| アパッショナート                       | 水樹奈々                                                               |                                                                               | 編曲                               |
| 楽園の翼                               | 黒崎真音                                                               | TVアニメ『グリザイアの果実』OP                                                | 作編曲                             |
| あなたの愛した世界                     | 南條愛乃                                                               | TVアニメ『グリザイアの果実』ED                                                | 作編曲                             |
| エデン                                 | 水樹奈々                                                               | 日本テレビ系列『スッキリ!!』2015年1月度テーマソング 「animelo mix」TVCMソング | 編曲                               |
| 終末のラブソング                       | 水樹奈々                                                               | TVアニメ『クロスアンジュ 天使と竜の輪舞』ED                                   | 編曲                               |
| レイジーシンドローム                   | 水樹奈々                                                               | TOKYO FM『水樹奈々のMの世界』ED                                               | 編曲                               |
| 空は透明な誓い                         | 蒼井翔太                                                               |                                                                               | 作曲（編曲は喜多智弘）             |
| 黄昏のスタアライト                     | 南條愛乃                                                               | TVアニメ『グリザイアの楽園』（カプリスの繭）ED                                | 作編曲                             |
| きみを探しに                           | 南條愛乃                                                               | TVアニメ『グリザイアの楽園』（ブランエールの種編）ED                          | 作編曲                             |
| Exterminate                            | 水樹奈々                                                               | TVアニメ『戦姫絶唱シンフォギアGX』OP                                          | 編曲（作曲は上松範康）             |
| 幻想の輪舞                             | 黒崎真音                                                               | アニメ『グリザイア：ファントムトリガー』OP                                    | 作編曲                             |
| サヨナラの惑星                         | 南條愛乃                                                               | アニメ『グリザイア：ファントムトリガー』ED                                    | 作編曲                             |
| HE★VENS GATE -Beginning of the Legend- | HE★VENS                                                                | ｢うたの☆プリンスさまっ♪ マジLOVEレボリューションズ ｣挿入歌                    | 作編曲                             |
| つなぐメロディー                       | 新田恵海                                                               |                                                                               | 作曲                               |
| マジLOVEレジェンドスター               | ST☆RISH                                                                | 「うたの☆プリンスさまっ♪ マジLOVEレジェンドスター」 挿入歌                    | 編曲（作曲は上松範康）             |
| Lovely Eyes                            | 神宮寺レン（諏訪部順一）×桐生院ヴァン（高橋英則）                      | 「うたの☆プリンスさまっ♪ マジLOVEレジェンドスター」 挿入歌                    | 作曲（編曲はEvan Call）            |
| My cutie...Drive me crazy!             | 桐生院ヴァン（高橋英則）                                               |                                                                               | 作編曲                             |
| Tears in love                          | 四ノ宮那月（谷山紀章）                                                 |                                                                               | 作編曲                             |
| 不滅のインフェルノ                     | HE★VENS                                                                | 「うたの☆プリンスさまっ♪ マジLOVEレジェンドスター」 挿入歌                    | 作編曲                             |
| HE★VENLY PARADE                        | HE★VENS                                                                |                                                                               | 作編曲                             |
| 夢を歌へと…！                          | ST☆RISH・QUARTET NIGHT・HE★VENS                                        | 「うたの☆プリンスさまっ♪ マジLOVEレジェンドスター」 挿入歌                    | 編曲（藤永龍太郎・藤田淳平と共同） |
| Melting of snow                        | カミュ（前野智昭）                                                     |                                                                               | 作編曲                             |
| シンクロニズム                         | 美風 藍（蒼井翔太）                                                    |                                                                               | 編曲（作曲は上松範康）             |
| Reach for the sky 〜天までとどけ〜     | 嵐                                                                     | JAL『先得キャンペーン 2017』CMソング                                          | 編曲                               |
| HEAVEN SKY                             | HE★VENS                                                                |                                                                               | 作編曲                             |
| Shining☆Romance                        | ST☆RISH                                                                | 「うたの☆プリンスさまっ♪ Shining Live」テーマソング                           | 編曲（作曲は上松範康）             |
| トロワ                                 | カミュ（前野智昭）、来栖 翔（下野 紘）、美風 藍（蒼井翔太）            |                                                                               | 作編曲                             |
| ファンタジック☆プレリュード            | ST☆RISH                                                                |                                                                               | 編曲（作曲は上松範康）             |
| 雪月花                                 | Various Artists                                                        |                                                                               | 編曲（作曲は上松範康）             |
| 相愛トロイメライ                       | 神宮寺レン（諏訪部順一）、寿 嶺二（森久保祥太郎）、皇 綺羅（小野大輔） | 「うたの☆プリンスさまっ♪ マジLOVEキングダム」挿入歌                           | 作編曲                             |
| LIFE～with thanks～                    | 鳳 瑛一（緑川 光）                                                     |                                                                               | 作曲（編曲は藤永龍太郎）           |
| 人生 on Sparking!                      | 日向大和（木村良平）                                                   |                                                                               | 作曲（編曲は笠井雄太）             |
| 愛を捧げよ～the secret Shangri-la～    | HE★VENS                                                                | 「うたの☆プリンスさまっ♪ マジLOVEキングダム」挿入歌                           | 編曲（作曲は上松範康）             |
| HOLY KNIGHT                            | 聖川真斗(鈴村健一)                                                     |                                                                               | 作編曲                             |

### 菊田大介
| 曲名                              | 歌手名                                                                                      | タイアップ                                                          | 楽曲提供                  |
| --------------------------------- | ------------------------------------------------------------------------------------------- | ------------------------------------------------------------------- | ------------------------- |
| ZERO                              | 佐藤ひろ美                                                                                  | PCゲーム『はぴねす!』OP                                             | 作編曲                    |
| はぴでい♪                         | 榊原ゆい                                                                                    | PCゲーム『はぴねす!りらっくす』OP                                   | 編曲（作曲は上松範康）    |
| 純白サンクチュアリィ              | 茅原実里                                                                                    | TVアニメ『キディ・グレイド2』パイロットDVD OP                       | 作編曲                    |
| 君がくれたあの日                  | 茅原実里                                                                                    |                                                                     | 作編曲                    |
| Paradise Lost                     | 茅原実里                                                                                    | TVアニメ『喰霊－零－』OP                                            | 作編曲                    |
| Love Jump                         | 栗林みな実                                                                                  | テレビアニメ『紅』OP                                                | 作編曲                    |
| sympathizer                       | 栗林みな実                                                                                  | テレビアニメ『黒神 The Animation』OP                                | 作編曲                    |
| Errand                            | 飛蘭                                                                                        | TVアニメ『聖痕のクェイサー』OP                                      | 作編曲                    |
| Real Force                        | ELISA                                                                                       | TVアニメ『とある科学の超電磁砲』ED                                  | 作編曲                    |
| Freedom Dreamer                   | 茅原実里                                                                                    | TV東京系『アニソ〜ンぷらす』7月ED                                   | 作編曲                    |
| STRAIGHT JET                      | 栗林みな実                                                                                  | TVアニメ『IS 〈インフィニット・ストラトス〉』OP                     | 作編曲                    |
| 螺旋、或いは聖なる欲望。          | 飛蘭                                                                                        | TVアニメ『聖痕のクェイサーII』OP                                    | 作編曲                    |
| TERMINATED                        | 茅原実里                                                                                    | TVアニメ『境界線上のホライゾン』OP                                  | 作編曲                    |
| 蒼穹の光                          | 飛蘭                                                                                        | ゲーム『ブレイブルー コンティニュアムシフト エクステンド』OP        | 作編曲                    |
| HAPPY CRAZY BOX                   | 栗林みな実                                                                                  | TVアニメ『めだかボックス』OP                                        | 編曲                      |
| ZONE//ALONE                       | 茅原実里                                                                                    | TVアニメ『境界線上のホライゾンII』OP                                | 作編曲                    |
| BRAVE BLADE!                      | 桜川めぐ                                                                                    | TVアニメ『カンピオーネ! 〜まつろわぬ神々と神殺しの魔王〜』OP        | 作編曲                    |
| SELF PRODUCER                     | 茅原実里                                                                                    | TVアニメ『お兄ちゃんだけど愛さえあれば関係ないよねっ』OP            | 作編曲                    |
| Eternal Melodia                   | 佐藤しずく&榊原ゆい                                                                         | PCゲーム『竜翼のメロディア -Diva with the blessed dragonol-』OP     | 作編曲                    |
| Blaze on                          | 佐藤しずく&榊原ゆい                                                                         | PCゲーム『竜翼のメロディア -Diva with the blessed dragonol-』挿入歌 | 作編曲                    |
| BELIEVE                           | 栗林みな実                                                                                  | TVアニメ『めだかボックス アブノーマル』OP                           | 作編曲                    |
| Unite + reactioN                  | KOTOKO                                                                                      | PCゲーム『マテリアルブレイブ』OP                                    | 作編曲                    |
| U                                 | KOTOKO                                                                                      | PCゲーム『マテリアルブレイブイグニッション』OP                      | 作編曲                    |
| iD*                               | 南條愛乃                                                                                    |                                                                     | 作編曲                    |
| ミライSKETCH!                     | ウルトラレア                                                                                | TVアニメ『みにヴぁん』ED                                            | 作編曲                    |
| GENESIS ARIA                      | スフィア                                                                                    | TVアニメ『アラタカンガタリ〜革神語〜』OP                            | 作編曲                    |
| Sunny Ray Beam!!                  | ゆいかおり（石原夏織ソロ曲）                                                                |                                                                     | 作編曲                    |
| CHOOSE THE WORLD                  | 飛蘭                                                                                        | PCゲーム『グリザイアの楽園』挿入歌                                  | 作編曲                    |
| Floating up                       | KOTOKO                                                                                      | PCゲーム『カルマルカ*サークル』主題歌                               | 作編曲                    |
| 境界の彼方                        | 茅原実里                                                                                    | TVアニメ『境界の彼方』OP                                            | 作編曲                    |
| NO LINE                           | 茅原実里                                                                                    | TVアニメ『境界の彼方』イメージソング                                | 作編曲                    |
| True Blue Traveler                | 栗林みな実                                                                                  | TVアニメ『IS 〈インフィニット・ストラトス〉 2』OP                   | 作編曲                    |
| 追憶の糸車                        | 今井麻美                                                                                    | PS3用ゲーム『神様と運命覚醒のクロステーゼ』ED                       | 作曲                      |
| ミルキィ A GO GO                  | ミルキィホームズ                                                                            | TVアニメ『探偵歌劇 ミルキィホームズ TD』OP                          | 作編曲                    |
| 春風センセーション!               | 新田恵海                                                                                    | PCゲーム『春風センセーション!』OP                                   | 作編曲                    |
| 未来、夢、ありがとう・・・そして! | ST☆RISH                                                                                     | 「うたの☆プリンスさまっ♪ マジLOVEレジェンドスター」 挿入歌          | 編曲（作曲は藤田淳平）    |
| OVER THE TOP                      | 日向大和（木村良平）                                                                        |                                                                     | 作編曲                    |
| Visible Elf                       | 愛島セシル（鳥海浩輔）＆天草シオン（山下大輝）                                              | 「うたの☆プリンスさまっ♪ マジLOVEレジェンドスター」 挿入歌          | 編曲（作曲は母里治樹）    |
| 甘美なるアルカディア              | 愛島セシル（鳥海浩輔）                                                                      |                                                                     | 作曲（編曲は岩橋星実）    |
| NEXT DOOR                         | 一十木音也（寺島拓篤）＆鳳 瑛一（緑川 光）                                                  | 「うたの☆プリンスさまっ♪ マジLOVEレジェンドスター』」挿入歌         | 作曲 （編曲は藤永龍太郎） |
| STATE OF PERFECTION               | 鳳 瑛一（緑川 光）                                                                          |                                                                     | 編曲（作曲は上松範康）    |
| KIZUNA                            | QUARTET NIGHT                                                                               | 「うたの☆プリンスさまっ♪ マジLOVEレジェンドスター』」挿入歌         | 編曲（作曲は上松範康）    |
| KILLER KISS                       | 寿 嶺二（森久保祥太郎）＆カミュ（前野智昭）                                                 |                                                                     | 作編曲                    |
| Lost Alice                        | 四ノ宮那月（谷山紀章）、寿 嶺二（森久保祥太郎）、聖川真斗（鈴村健一）、黒崎蘭丸（鈴木達央） |                                                                     | 作編曲                    |
| FLY TO THE FUTURE                 | QUARTET NIGHT                                                                               | 「うたの☆プリンスさまっ♪ マジLOVEキングダム」挿入歌                 | 編曲（作曲は上松範康）    |
| Fiction                           | 寿 嶺二(森久保祥太郎)、美風 藍(蒼井翔太)                                                    |                                                                     | 編曲（作曲は上松範康）    |
| Non-Fiction                       | 黒崎蘭丸(鈴木達央)、カミュ(前野智昭)                                                        |                                                                     | 作編曲                    |
| カレイドスコープ                  | 一ノ瀬トキヤ(宮野真守)、愛島セシル(鳥海浩輔)、日向大和(木村良平)                            | 「うたの☆プリンスさまっ♪ マジLOVEキングダム」挿入歌                 | 作編曲                    |
| 運命                              | 宮田俊哉・玉森裕太（Kis-My-Ft2）                                                            |                                                                     | 編曲（作曲は上松範康）    |

### 中山真斗
| 曲名                       | 歌手名           | タイアップ                                                                      | 楽曲提供                      |
| -------------------------- | ---------------- | ------------------------------------------------------------------------------- | ----------------------------- |
| H2O 〜utsusemi spica.〜    | monet            | PCゲーム『H2O -FOOTPRINTS IN THE SAND-』OPアレンジバージョン                    | 編曲                          |
| Dancing in the velvet moon | 水樹奈々         | TVアニメ『ロザリオとバンパイア』ED                                              | 編曲                          |
| UNCHAIN∞WORLD              | 水樹奈々         | ニンテンドーDSソフト『無限のフロンティアEXCEED スーパーロボット大戦OGサーガ』OP | 編曲                          |
| ミュステリオン             | 水樹奈々         | TBS系『爆!爆!爆笑問題』6・7月ED                                                 | 編曲                          |
| 本能のDOUBT                | 飛蘭             | TVアニメ『探偵オペラ ミルキィホームズ』ED                                       | 作編曲                        |
| INFINITE CRISIS            | 飛蘭             | PSPゲーム『探偵オペラ ミルキィホームズ』OP2                                     | 作詞・作編曲                  |
| 百花繚乱ファンタズム       | 真理絵           | PCゲーム『鬼ごっこ!』OP                                                         | 作詞・作編曲                  |
| PRESENTER                  | 堀江由衣         | TVアニメ『DOG DAYS』ED                                                          | 編曲（作曲はElements Garden） |
| 灯-TOMOSHIBI-              | 飛蘭             | OVA『戦場のヴァルキュリア3 誰がための銃瘡』OP                                   | 作編曲                        |
| カワルミライ               | ちょうちょ       | TVアニメ『神様のメモ帳』OP                                                      | 作編曲                        |
| Blood teller               | 飛蘭             | TVアニメ『未来日記』ED                                                          | 作編曲                        |
| innocence                  | 宮野真守         | PSPゲーム『うたの☆プリンスさまっ♪ Debut』OP                                     | 作詞・作編曲                  |
| 君のYELL                   | ゆいかおり       |                                                                                 | 作詞・作編曲                  |
| METRO BAROQUE              | 水樹奈々         | 劇場版『BLOOD-C The Last Dark』主題歌                                           | 編曲                          |
| 未完成ストライド           | こだまさおり     | TVアニメ『氷菓』OP                                                              | 作編曲                        |
| Realize                    | 榊原ゆい         | PCゲーム『竜翼のメロディア -Diva with the blessed dragonol-』挿入歌             | 作編曲                        |
| Shiny Butterfly            | 榊原ゆい         | PCゲーム『竜翼のメロディア -Diva with the blessed dragonol-』挿入歌             | 作編曲                        |
| メイメツ、フラグメンツ     | 桜川めぐ         | アーケードゲーム『beatmaniaIIDX 20 tricoro』収録曲                              | 作編曲                        |
| ユメユメエキスプレス       | ミルキィホームズ | TVアニメ『カードファイト!! ヴァンガード リンクジョーカー編』ED                  | 作詞・作編曲                  |
| おいでスペクタクル！       | ミルキィホームズ | 『ミルキィホームズ ライブツアー2013 〜おいでスペクタクル！〜』テーマ曲          | 作詞・作編曲                  |
| BREEZE                     | 橋本みゆき       | PCゲーム『グリザイアの楽園』プロローグ・EDテーマ                                | 作編曲                        |

### 母里治樹
| 曲名                 | 歌手名                                                        | タイアップ                                                             | 楽曲提供               |
| -------------------- | ------------------------------------------------------------- | ---------------------------------------------------------------------- | ---------------------- |
| Kiss Me!             | グライダー                                                    | ドラマ『ケータイ少女 〜恋の課外授業〜』OP                              | 作編曲                 |
| Silent Bible         | 水樹奈々                                                      | PSPゲーム『魔法少女リリカルなのはA's PORTABLE -THE BATTLE OF ACES-』OP | 作曲（編曲は菊田大介） |
| snow ring            | 佐咲紗花                                                      | インターネットテレビ番組『電波研究社』1月度ED                          | 編曲                   |
| この日のままで       | NANA                                                          | PCゲーム『グリザイアの果実』幸ED                                       | 作編曲                 |
| 桃色の花咲く頃に     | 真理絵                                                        | PCゲーム『鬼ごっこ!』ED                                                | 作編曲                 |
| 閃光のPRISONER       | 南里侑香                                                      | TVアニメ『魔法戦争』OP                                                 | 作曲（編曲は岩橋星実） |
| 想像を超えた世界     | 新田恵海                                                      |                                                                        | 作編曲                 |
| spilt memories       | 蒼井翔太                                                      |                                                                        | 作編曲                 |
| 初恋をまた始めよう   | 来栖 翔（下野 紘）                                            |                                                                        | 作編曲                 |
| Dazzling darling     | 皇 綺羅（小野大輔）                                           |                                                                        | 作編曲                 |
| オン・ユア・マーク！ | 寿 嶺二（森久保祥太郎）                                       |                                                                        | 編曲（作曲は藤田淳平） |
| Feather in the hand  | 聖川真斗（鈴村健一）、カミュ（前野智昭）、鳳 瑛二（内田雄馬） | 「うたの☆プリンスさまっ♪ マジLOVEキングダム」挿入歌                    | 作編曲                 |

### 岩橋星実
| 曲名                               | 歌手名                                     | タイアップ                                                         | 楽曲提供                                    |
| ---------------------------------- | ------------------------------------------ | ------------------------------------------------------------------ | ------------------------------------------- |
| 百花繚乱ファンタズム 葵ちゃんReMIX | 佐藤しずく                                 | PCゲーム『鬼ごっこ! ファンディスク』OP                             | 編曲（作詞・作曲は中山真斗）                |
| 魔弓・イチイバル                   | 雪音クリス（高垣彩陽）                     | TVアニメ『戦姫絶唱シンフォギア』挿入歌                             | 編曲（作詞・作曲は上松範康）                |
| Bye-Bye Lullaby                    | 雪音クリス（高垣彩陽）                     | TVアニメ『戦姫絶唱シンフォギアG』挿入歌                            | 編曲（作詞・作曲は上松範康）                |
| SHINE RING                         | 真理絵                                     | PCゲーム『中の人などいない! トーキョー・ヒーロー・プロジェクト』OP | 作編曲                                      |
| Rebirth∞Impact                     | 真理絵                                     | PCゲーム『中の人などいない! トーキョー・ヒーロー・プロジェクト』OP | 作編曲                                      |
| 花も嵐もセンセーション             | 真理絵                                     | PSPゲーム『鬼ごっこ! Portable』OP                                  | 作編曲                                      |
| 革命デュアリズム                   | 水樹奈々×T.M.Revolution                    | TVアニメ『革命機ヴァルヴレイヴ』2ndシーズンOP                      | 編曲（作曲は上松範康）                      |
| 瞑想Solitude                       | かと*ふく（福原香織ソロ曲）                |                                                                    | 編曲（編曲：Evan Callと共作、作曲は藤間仁） |
| 閃光のPRISONER                     | 南里侑香                                   | TVアニメ『魔法戦争』OP                                             | 編曲（作曲は母里治樹）                      |
| My Sphere                          | 新田恵海                                   | ゲーム『キスアト』OP                                               | 作編曲                                      |
| Material Factor                    | μ                                          | REFLEC BEAT groovin'!!提供曲                                       | 作編曲                                      |
| MOST以上の“MOSTEST”                |                                            | TVアニメ『星刻の竜騎士』ED                                         | 作編曲                                      |
| Hello My Revolution                | 田所あずさ                                 | TV番組『アニメマシテ』2014年8月度ED                                | 編曲                                        |
| Beautiful Wind                     | 田所あずさ                                 |                                                                    | 作編曲                                      |
| サディスティックラブ               | かと*ふく                                  |                                                                    | 作編曲（アルバム用編曲は平田悠真）          |
| 探求Dreaming                       | 新田恵海                                   | TVアニメ『探偵歌劇 ミルキィホームズ TD』ED                         | 編曲（作曲は上松範康）                      |
| 秘密のクチヅケ                     | 蒼井翔太                                   |                                                                    | 編曲（作曲は上松範康）                      |
| HEAVEN!                            | 蒼井翔太                                   |                                                                    | 作編曲                                      |
| Grown empathy                      | 四ノ宮那月（谷山紀章）＆帝 ナギ（代永 翼） | 「うたの☆プリンスさまっ♪ マジLOVEレジェンドスター」 挿入歌         | 編曲（作曲は藤田淳平）                      |
| I swear...                         | 聖川真斗（鈴村健一）                       |                                                                    | 作編曲                                      |
| BE PROUD                           | 黒崎蘭丸（鈴木達央）                       |                                                                    | 編曲（作曲は上松範康）                      |

### 喜多智弘
| 曲名                      | 歌手名              | タイアップ                                                              | 楽曲提供                                     |
| ------------------------- | ------------------- | ----------------------------------------------------------------------- | -------------------------------------------- |
| Sincerely Symphony        | 佐藤しずく&榊原ゆい | PCゲーム『竜翼のメロディア -Diva with the blessed dragonol-』グランドED | 編曲（作曲は上松範康）                       |
| 解放の日                  | marina              | ニンテンドー3DSゲーム『解放少女』テーマソング                           | 編曲（編曲：上松範康と共作、作曲は上松範康） |
| TSU-BA-SA                 | HIMEKA              | PS3ゲーム『解放少女 SIN』ED                                             | 編曲（作曲は上松範康）                       |
| ユメノツヅキ              | 蒼井翔太            |                                                                         | 編曲                                         |
| Viva la El fin            | 新田恵海            | 『穢れ聖者のエク・セ・レスタ』イメージソング                            | 作編曲                                       |
| 想像を超えた世界          | 新田恵海            |                                                                         | ディレクション（作編曲は母里治樹）           |
| 聖剣なんていらない        | 榊原ゆい            | TVアニメ『星刻の竜騎士』OP                                              | 編曲（作曲は上松範康）                       |
| My 1st Love               | 佐藤ひろ美          | PCゲーム『春風センセーション!』ED                                       | 作編曲                                       |
| PIECE&PEACE               | ミルキィホームズ    | TVアニメ『探偵歌劇 ミルキィホームズ TD』挿入歌                          | 作編曲                                       |
| 想いよ届け                | 新田恵海            | ゲーム『ひとつ飛ばし恋愛V』OP                                           | 作編曲                                       |
| 優しい世界そして未来へ    | 新田恵海            | ゲーム『スカイ・ロア』テーマソング                                      | 編曲（作曲は上松範康）                       |
| 空は透明な誓い            | 蒼井翔太            |                                                                         | 編曲（作曲は藤間仁）                         |
| タッチ ツー テイク トリコ | 蒼井翔太            |                                                                         | 作編曲                                       |

### Evan Call
| 曲名                           | 歌手名                                                           | タイアップ                                                 | 楽曲提供                                       |
| ------------------------------ | ---------------------------------------------------------------- | ---------------------------------------------------------- | ---------------------------------------------- |
| アヴァロンの王冠               | 水樹奈々                                                         |                                                            | 編曲（作曲は藤田淳平）                         |
| 烈槍・ガングニール             | マリア・カデンツァヴナ・イヴ（日笠陽子）                         | TVアニメ『戦姫絶唱シンフォギアG』挿入歌                    | 編曲（作詞・作曲は上松範康）                   |
| Dark Oblivion                  | マリア・カデンツァヴナ・イヴ（日笠陽子）                         | TVアニメ『戦姫絶唱シンフォギアG』挿入歌                    | 英作詞（作曲は上松範康、編曲は藤間仁）         |
| Neverending Dream              | 茅原実里                                                         |                                                            | 作編曲                                         |
| 瞑想Solitude                   | かと*ふく（福原香織ソロ曲）                                      |                                                            | 編曲（編曲：岩橋星実と共作、作曲は藤間仁）     |
| 愛の陽                         | 高垣彩陽                                                         |                                                            | 作編曲                                         |
| 大地のアリア『母なる星の祈り』 | キリカ（早見沙織）                                               | PS3専用ゲーム「シャイニング・レゾナンス」収録曲            | 作編曲                                         |
| 天使の祈り                     | 蒼井翔太                                                         | 舞台『マルガリータ〜戦国の天使たち〜』主題歌               | 作編曲                                         |
| ありがとう、だいすき           | 茅原実里                                                         | テレビアニメ『長門有希ちゃんの消失』ED                     | 編曲                                           |
| 銀腕・アガートラーム           | マリア・カデンツァヴナ・イヴ（日笠陽子）                         | TVアニメ『戦姫絶唱シンフォギアGX』挿入歌                   | 編曲（編曲：岩橋星実と共作、作詞曲は上松範康） |
| 殲琴・ダウルダブラ             | キャロル・マールス・ディーンハイム（水瀬いのり）                 | TVアニメ『戦姫絶唱シンフォギアGX』挿入歌                   | 作編曲（作詞は上松範康）                       |
| 闇の花嫁                       | Grimoire ensemble                                                | TVアニメ『Dance with Devils』挿入歌                        | 作編曲                                         |
| 闇の花嫁 Overture              | Grimoire ensemble                                                | TVアニメ『Dance with Devils』挿入歌                        | 英作詞（金春智子と共作）・作編曲               |
| 風の予感                       | 立華リツカ（茜屋日海夏）                                         | TVアニメ『Dance with Devils』挿入歌                        | 編曲（作曲は藤田淳平）                         |
| 誘惑❤︎amor                      | 楚神ウリエ（近藤隆）                                             | TVアニメ『Dance with Devils』挿入歌                        | 作編曲                                         |
| VANQUISH                       | 南那城メィジ（木村昴）                                           | TVアニメ『Dance with Devils』挿入歌                        | 作編曲                                         |
| ワタクシは忠実な犬です。       | ローエン（鈴木達央）                                             | TVアニメ『Dance with Devils』挿入歌                        | 編曲（作曲は藤田淳平）                         |
| いつか夢で見た場所へ           | 立華リツカ（茜屋日海夏） 鉤貫レム（斉藤壮馬）                    | TVアニメ『Dance with Devils』挿入歌                        | 作編曲                                         |
| EMOLIAR                        | 楚神ウリエ（近藤隆） 南那城メィジ（木村昴） 棗坂シキ（平川大輔） | TVアニメ『Dance with Devils』挿入歌                        | 作編曲                                         |
| 哀しみが時代を駆ける           | Zähre                                                            | TVアニメ『シュヴァルツェスマーケン』ED                     | 作編曲                                         |
| Lovely Eyes                    | 神宮寺レン（諏訪部順一）＆桐生院ヴァン（高橋英則）               | 「うたの☆プリンスさまっ♪ マジLOVEレジェンドスター」 挿入歌 | 編曲（作曲は藤間 仁）                          |

### 藤永龍太郎
| 曲名                                    | 歌手名                                                     | タイアップ                                                   | 楽曲提供                               |
| --------------------------------------- | ---------------------------------------------------------- | ------------------------------------------------------------ | -------------------------------------- |
| ハートGoes on!                          | ミルキィホームズ                                           | 探偵歌劇 ミルキィホームズTD 挿入歌                           | 編曲（作曲は菊田大介）                 |
| ミルキィろけんろー                      | ミルキィホームズ                                           | 探偵歌劇 ミルキィホームズTD 挿入歌                           | 編曲（作曲は菊田大介）                 |
| SETSUNA DROP                            | 蒼井翔太                                                   |                                                              | 作編曲                                 |
| Trancing Pulse                          | Triad Primus                                               | TVアニメ『アイドルマスター シンデレラガールズ』 第22話挿入歌 | 編曲（作曲は上松範康）                 |
| Rainy＊flower                           | 新田恵海                                                   |                                                              | 作編曲                                 |
| 純白イノセント                          | マリア・カデンツァヴナ・イヴ（日笠陽子）                   | TVアニメ『戦姫絶唱シンフォギアGX』挿入歌                     | 編曲（作詞曲は上松範康）               |
| tomorrow                                | キャロル・マールス・ディーンハイム（水瀬いのり）           | TVアニメ『戦姫絶唱シンフォギアGX』挿入歌                     | 編曲（作詞曲は上松範康）               |
| RADIANT FORCE（IGNITED arrangement）    | 立花響（悠木碧） 風鳴翼（水樹奈々） 雪音クリス（高垣彩陽） | TVアニメ『戦姫絶唱シンフォギアGX』挿入歌                     | 編曲（作詞曲は上松範康）               |
| Beyond the BLADE（IGNITED arrangement） | 風鳴翼(水樹奈々)                                           | TVアニメ『戦姫絶唱シンフォギアGX』挿入歌                     | 編曲（作詞は上松範康、作曲は藤田淳平） |
| TRUST HEART（IGNITED arrangement）      | 雪音クリス（高垣彩陽）                                     | TVアニメ『戦姫絶唱シンフォギアGX』挿入歌                     | 編曲（作詞は上松範康、作曲は藤間仁）   |
| 終わらないティーパーティー              | かと*ふく                                                  |                                                              | 作編曲                                 |
| 盟約の彼方                              | 新田恵海                                                   | TVアニメ『ラクエンロジック』ED                               | 作編曲                                 |
| 熱情ブレイブ！                          | 鈴湯                                                       | 「AKIBA’S TRIP Festa!」テーマソング                          | 作編曲（作詞は織田あすか）             |
| Mighty Aura                             | 一ノ瀬トキヤ（宮野真守）＆鳳 瑛二（内田雄馬）              | 「うたの☆プリンスさまっ♪ マジLOVEレジェンドスター」 挿入歌   | 編曲（作詞曲は上松範康）               |
| Dreamer                                 | 鳳 瑛二（内田雄馬）                                        |                                                              | 作編曲                                 |
| 導き光                                  | 天草シオン（山下大輝）                                     |                                                              | 作編曲                                 |
| NEXT DOOR                               | 一十木音也（寺島拓篤）＆鳳 瑛一（緑川 光）                 | 「うたの☆プリンスさまっ♪ マジLOVEレジェンドスター」 挿入歌   | 編曲（作曲は菊田大介）                 |
| Brilliant Days                          | 一十木音也（寺島拓篤）                                     |                                                              | 編曲（作曲は上松範康）                 |
| UNLIMITED BEAT                          | 水樹奈々                                                   | ゲーム「戦姫絶唱シンフォギアXD UNLIMITED」主題歌             | 編曲（作詞曲は上松範康）               |
| 君よ叫べ                                | 水樹奈々                                                   |                                                              | 編曲                                   |
| 星屑のコントレイル                      | 水瀬いのり                                                 |                                                              | 作詞・作編曲                           |
| エゴイスティック                        | 四ノ宮那月(谷山紀章)、黒崎蘭丸(鈴木達央)、鳳 瑛一(緑川 光) | 「うたの☆プリンスさまっ♪ マジLOVEキングダム」挿入歌          | 作編曲                                 |
| LIFE～with thanks～                     | 鳳 瑛一（緑川 光）                                         |                                                              | 編曲（作曲は藤間 仁）                  |
| Just You                                | 鳳 瑛二（内田雄馬）                                        |                                                              | 作編曲                                 |
| GIRA×2★SEVEN                            | HE★VENS                                                    |                                                              | 編曲（作詞曲は上松範康）               |
| 愛と呼べる木の下で                      | 一十木音也(寺島拓篤)                                       |                                                              | 編曲（作詞曲は上松範康）               |
| COUNT 7EVEN                             | Kis-My-Ft2                                                 |                                                              | 編曲（作詞曲は上松範康）               |
| Eden through the rough                  | 西川貴教                                                   | 「EDENS ZERO」OP                                             | 作編曲                                 |
| LOUDER                                  | Roselia                                                    | 「BanG Dream！」挿入歌                                       | 作曲                                   |

### 末益涼太
| 曲名                                                                            | 歌手名                                                   | タイアップ                                                                      | 楽曲提供                                           |
| ------------------------------------------------------------------------------- | -------------------------------------------------------- | ------------------------------------------------------------------------------- | -------------------------------------------------- |
| sacrifice Love                                                                  | 桜川めぐ                                                 | 「ぼくの一人戦争」OP                                                            | 編曲（編曲：菊田大介と共作、作曲は上松範康）       |
| GREEN AMBITION                                                                  | 愛島セシル（鳥海浩輔）                                   | うたの☆プリンスさまっ♪ マジLOVEレボリューションズ イメージソング                | 編曲（作詞・作曲は上松範康）                       |
| Double face                                                                     | カミュ（前野智昭）                                       | うたの☆プリンスさまっ♪ マジLOVEレボリューションズ イメージソング                | 編曲（作詞・作曲は上松範康）                       |
| 星天ギャラクシィクロス                                                          | マリア・カデンツァヴナ・イヴ×風鳴翼 (日笠陽子×水樹奈々)  | 「戦姫絶唱シンフォギアGX」挿入歌                                                | 編曲（編曲：菊田大介と共作、作詞・作曲は上松範康） |
| ラブ＋I・N・G                                                                   | つん♡へご                                                | アニソンCLUB!-i テーマソング                                                    | 編曲（作曲は上松範康）                             |
| おかしな帽子屋                                                                  | かと*ふく（加藤英美里ソロ曲）                            |                                                                                 | 作編曲                                             |
| NOIR〜ノワール〜                                                                | 風男塾                                                   |                                                                                 | 作編曲（ともに藤田淳平と共作）                     |
| JUSTICE IMPULSE                                                                 | 来栖 翔（下野 紘）＆日向大和（木村良平）                 | 「うたの☆プリンスさまっ♪ マジLOVEレジェンドスター」 挿入歌                      | 編曲（作曲は藤田淳平）                             |
| You're mine!                                                                    | 帝 ナギ（代永 翼）                                       |                                                                                 | 作編曲                                             |
| 証-soul mate-                                                                   | 風男塾                                                   | BSフジ「ジャパコンプレゼンツ エージェントHaZAP」エンディングテーマ（4月 - 9月） | 作編曲（作曲は藤田淳平と共作）                     |
| イノセント・ラバー                                                              | 風男塾                                                   |                                                                                 | 作編曲                                             |
| 新たなる幕開けのための幕開けによる狂詩曲〜キミがいればオレたちも笑顔∞(無限大)〜 | 風男塾                                                   | テレビアニメ『雨色ココアシリーズ「あめこん!」』第4期オープニングテーマ          | 作編曲（作曲は藤田淳平と共作）                     |
| Colorfully☆Spark                                                                | 来栖 翔(下野 紘)、帝 ナギ(代永 翼)、天草シオン(山下大輝) | 「うたの☆プリンスさまっ♪ マジLOVEキングダム」挿入歌                             | 作編曲                                             |

### 平田悠真
| 曲名                                       | 歌手名    | タイアップ                                                | 楽曲提供               |
| ------------------------------------------ | --------- | --------------------------------------------------------- | ---------------------- |
| 廻りすぎた時の果て〜サディスティックラブ〜 | かと*ふく |                                                           | 編曲（作曲は岩橋星実） |
| Way to Fly 〜蒼の彼方へ〜                  | KOTOKO    | 『蒼の彼方のフォーリズム』BGM 蒼の彼方へ ボーカルアレンジ | 編曲（作曲は母里治樹） |

### 都丸椋太
| 曲名                      | 歌手名                   | タイアップ                                                  | 楽曲提供               |
| ------------------------- | ------------------------ | ----------------------------------------------------------- | ---------------------- |
| Re:Start 〜明日への一歩〜 | Ceui                     | 『蒼の彼方のフォーリズム』BGM 明日への一歩 ボーカルアレンジ | 編曲（作曲は母里治樹） |
| なんてね89                | 佐藤ひろ美               | ねこねこソフト「ラムネ２」主題歌                            | 作編曲                 |
| 絶対的★N・A・G・I         | 帝 ナギ（代永 翼）       |                                                             | 作編曲                 |
| 熱愛中BANG×BANG×BANG!     | 桐生院ヴァン（高橋英則） |                                                             | 編曲（作曲は上松範康） |

### 織田あすか
| 曲名                                                                            | 歌手名                                                                 | タイアップ                                                                      | 楽曲提供                                         |
| ------------------------------------------------------------------------------- | ---------------------------------------------------------------------- | ------------------------------------------------------------------------------- | ------------------------------------------------ |
| NOIR〜ノワール〜                                                                | 風男塾                                                                 |                                                                                 | 作詞（作編曲は藤田淳平・末益涼太）               |
| 証-soul mate-                                                                   | 風男塾                                                                 | BSフジ「ジャパコンプレゼンツ エージェントHaZAP」エンディングテーマ（4月 - 9月） | 作詞（作編曲は藤田淳平・末益涼太）               |
| イノセント・ラバー                                                              | 風男塾                                                                 |                                                                                 | 作詞（作編曲は末益涼太）                         |
| 星屑の雫                                                                        | 風男塾                                                                 |                                                                                 | 作詞（作編曲は藤田淳平）                         |
| 熱情ブレイブ！                                                                  | 鈴湯                                                                   | 「AKIBA’S TRIP Festa!」テーマソング                                             | 作詞（作編曲は藤永龍太郎）                       |
| Be the light!                                                                   | 一ノ瀬トキヤ（宮野真守）                                               |                                                                                 | 作詞（作編曲は藤田淳平）                         |
| Dreamer                                                                         | 鳳瑛二（内田雄馬）                                                     |                                                                                 | 作詞（作編曲は藤永龍太郎）                       |
| JUSTICE IMPULSE                                                                 | 来栖翔（下野紘）× 日向大和（木村良平）                                 | 「うたの☆プリンスさまっ♪ マジLOVEレジェンドスター」挿入歌                       | 作詞（作曲は藤田淳平、編曲は末益涼太）           |
| OVER THE TOP                                                                    | 日向大和（木村良平）                                                   |                                                                                 | 作詞（作編曲は菊田大介）                         |
| Visible Elf                                                                     | 愛島セシル（鳥海浩輔）× 天草シオン（山下大輝）                         | 「うたの☆プリンスさまっ♪ マジLOVEレジェンドスター」挿入歌                       | 作詞（作曲は母里治樹、編曲は菊田大介）           |
| 導き光                                                                          | 天草シオン（山下大輝）                                                 |                                                                                 | 作詞（作編曲は藤永龍太郎）                       |
| Lovely Eyes                                                                     | 神宮寺レン（諏訪部順一）× 桐生院ヴァン（高橋英則）                     | 「うたの☆プリンスさまっ♪ マジLOVEレジェンドスター」挿入歌                       | 作詞（作曲は藤間仁、編曲はEvan Call）            |
| My cutie…Drive me crazy!                                                        | 桐生院ヴァン（高橋英則）                                               |                                                                                 | 作詞（作編曲は藤間仁）                           |
| Grown empathy                                                                   | 四ノ宮那月（谷山紀章）× 帝ナギ（代永翼）                               | 「うたの☆プリンスさまっ♪ マジLOVEレジェンドスター」挿入歌                       | 作詞（作曲は藤田淳平、編曲は岩橋星実）           |
| You're mine!                                                                    | 帝ナギ（代永翼）                                                       |                                                                                 | 作詞（作編曲は末益涼太）                         |
| I swear...                                                                      | 聖川真斗（鈴村健一）                                                   |                                                                                 | 作詞（作編曲は岩橋星実）                         |
| Dazzling daring                                                                 | 皇綺羅（小野大輔）                                                     |                                                                                 | 作詞（作編曲は母里治樹）                         |
| Brilliant Days                                                                  | 一十木音也（寺島拓篤）                                                 |                                                                                 | 作詞（作曲は上松範康、編曲は藤永龍太郎）         |
| STATE OF PERFECTION                                                             | 鳳瑛一（緑川光）                                                       |                                                                                 | 作詞（作曲は上松範康、編曲は菊田大介）           |
| HE★VENLY PARADE                                                                 | HE★VENS                                                                |                                                                                 | 作詞（作編曲は藤間仁）                           |
| HEAVEN SKY                                                                      | HE★VENS                                                                |                                                                                 | 作詞（作編曲は藤間仁）                           |
| 新たなる幕開けのための幕開けによる狂詩曲〜キミがいればオレたちも笑顔∞(無限大)〜 | 風男塾                                                                 | テレビアニメ『雨色ココアシリーズ「あめこん!」』第4期オープニングテーマ          | 作詞（作曲は藤田淳平・末益涼太、編曲は末益涼太） |
| T・O・T! 〜Vivid Men〜                                                          | 風男塾                                                                 |                                                                                 | 作詞（作編曲は藤田淳平）                         |
| Up-Down-Up！                                                                    | 一十木音也（寺島拓篤）、美風 藍（蒼井翔太）桐生院ヴァン（高橋英則）    | 「うたの☆プリンスさまっ♪ マジLOVEキングダム」挿入歌                             | 作詞（作編曲は藤田淳平）                         |
| 相愛トロイメライ                                                                | 神宮寺レン（諏訪部順一）、寿 嶺二（森久保祥太郎）、皇 綺羅（小野大輔） | 「うたの☆プリンスさまっ♪ マジLOVEキングダム」挿入歌                             | 作詞（作編曲は藤間 仁）                          |
| Colorfully☆Spark                                                                | 来栖 翔(下野 紘)、帝 ナギ(代永 翼)、天草シオン(山下大輝)               | 「うたの☆プリンスさまっ♪ マジLOVEキングダム」挿入歌                             | 作詞（作編曲は末益涼太）                         |
| カレイドスコープ                                                                | 一ノ瀬トキヤ(宮野真守)、愛島セシル(鳥海浩輔)、日向大和(木村良平)       | 「うたの☆プリンスさまっ♪ マジLOVEキングダム」挿入歌                             | 作詞（作編曲は菊田大介）                         |
| LIFE～with thanks～                                                             | 鳳 瑛一（緑川 光）                                                     |                                                                                 | 作詞(作曲は藤間 仁、編曲は藤永龍太郎）           |
| 恋の温度–melt into one–                                                         | 皇 綺羅（小野大輔）                                                    |                                                                                 | 作詞（作編曲は笠井雄太）                         |
| 絶対的★N・A・G・I                                                               | 帝 ナギ（代永 翼）                                                     |                                                                                 | 作詞（作編曲は都丸椋太）                         |
| Just You                                                                        | 鳳 瑛二（内田雄馬）                                                    |                                                                                 | 作詞（作編曲は藤永龍太郎）                       |
| 熱愛中BANG×BANG×BANG!                                                           | 桐生院ヴァン（高橋英則）                                               |                                                                                 | 作詞（作曲は上松範康、編曲は都丸椋太）           |
| 人生 on Sparking!                                                               | 日向大和（木村良平）                                                   |                                                                                 | 作詞（作曲は藤間 仁、編曲は笠井雄太）            |
| Lyrical Poetry                                                                  | 天草シオン（山下大輝）                                                 |                                                                                 | 作詞（作曲は上松範康、編曲は竹田祐介）           |
| 愛を捧げよ～the secret Shangri-la～                                             | HE★VENS                                                                | 「うたの☆プリンスさまっ♪ マジLOVEキングダム」挿入歌                             | 作詞（作曲は上松範康、編曲は藤間 仁）            |
| I am Here.                                                                      | 一十木音也(寺島拓篤)                                                   |                                                                                 | 作詞（作曲は藤田淳平、編曲は笠井雄太)            |
| 真なる旋律は最愛を歌う                                                          | 聖川真斗(鈴村健一)                                                     |                                                                                 | 作詞（作曲は上松範康、編曲は竹田祐介)            |
| Destiny                                                                         | 小倉唯                                                                 |                                                                                 | 作詞                                             |
| 波ギュっ!                                                                       | 風男塾                                                                 |                                                                                 | 作詞 （作曲・編曲は藤田淳平）                    |
| Let’s do the ‘Big-Bang!’                                                        | Peaky P-key                                                            | メディアミックスプロジェクト「D4DJ」キャラクターソング                          | 作詞（作曲は上松範康、編曲は竹田祐介)            |
| Gonna be right                                                                  | Peaky P-key                                                            | メディアミックスプロジェクト「D4DJ」キャラクターソング                          | 作詞（作曲は上松範康、編曲は竹田祐介)            |
| 最頂点Peaky&Peaky!!                                                             | Peaky P-key                                                            | メディアミックスプロジェクト「D4DJ」キャラクターソング                          | 作詞（作曲・編曲は竹田祐介)                      |

### 笠井雄太
| 曲名                    | 歌手名               | タイアップ                                          | 楽曲提供               |
| ----------------------- | -------------------- | --------------------------------------------------- | ---------------------- |
| 青春インターリュード    | サンリオ男子         | TVアニメ「サンリオ男子」OP                          | 編曲（作曲は藤田淳平） |
| Now on dream!           | サンリオ男子         | TVアニメ「サンリオ男子」ED                          | 編曲（作曲は藤田淳平） |
| ウルトラブラスト        | ST☆RISH              | 「うたの☆プリンスさまっ♪ マジLOVEキングダム」挿入歌 | 編曲（作曲は藤田淳平） |
| 恋の温度–melt into one– | 皇 綺羅（小野大輔）  |                                                     | 作編曲                 |
| 人生 on Sparking!       | 日向大和（木村良平） |                                                     | 編曲（作曲は藤間仁）   |
| I am Here.              | 一十木音也(寺島拓篤) |                                                     | 編曲（作曲は藤田淳平） |

### 竹田祐介
| 曲名                     | 歌手名                 | タイアップ                                             | 楽曲提供                                 |
| ------------------------ | ---------------------- | ------------------------------------------------------ | ---------------------------------------- |
| Lyrical Poetry           | 天草シオン（山下大輝） |                                                        | 編曲（作曲は上松範康）                   |
| 真なる旋律は最愛を歌う   | 聖川真斗(鈴村健一)     |                                                        | 編曲（作曲は上松範康）                   |
| 電乱★カウントダウン      | Peaky P-key            | メディアミックスプロジェクト「D4DJ」キャラクターソング | 編曲（作詞・作曲は上松範康）             |
| Let’s do the ‘Big-Bang!’ | Peaky P-key            | メディアミックスプロジェクト「D4DJ」キャラクターソング | 編曲（作詞は織田あすか、作曲は上松範康） |
| Gonna be right           | Peaky P-key            | メディアミックスプロジェクト「D4DJ」キャラクターソング | 編曲（作詞は織田あすか、作曲は上松範康） |
| 最頂点Peaky&Peaky!!      | Peaky P-key            | メディアミックスプロジェクト「D4DJ」キャラクターソング | 作曲・編曲（作詞は織田あすか）           |

## BGM担当作品

### アニメ
2006年
- 護くんに女神の祝福を!（2006年 - 2007年）
- 錬金3級 まじかる?ぽか〜ん

2007年
- sola

2009年
- WHITE ALBUM

2010年
- 祝福のカンパネラ
- 世紀末オカルト学院
- B型H系

2011年
- うたの☆プリンスさまっ♪シリーズ（2011年 - 2022年）
  - うたの☆プリンスさまっ♪ マジLOVE1000%
  - うたの☆プリンスさまっ♪ マジLOVE2000%
  - うたの☆プリンスさまっ♪ マジLOVEレボリューションズ
  - うたの☆プリンスさまっ♪ マジLOVEレジェンドスター
  - うたの☆プリンスさまっ♪ マジLOVEキングダム
  - うたの☆プリンスさまっ♪ マジLOVEスターリッシュツアーズ

- 君と僕。（2011年 - 2012年）

2012年
- イクシオン サーガ DT（2012年 - 2013年）
- 恋と選挙とチョコレート
- 戦姫絶唱シンフォギアシリーズ（2012年 - 2019年）
  - 戦姫絶唱シンフォギア
  - 戦姫絶唱シンフォギアG
  - 戦姫絶唱シンフォギアGX
  - 戦姫絶唱シンフォギアAXZ
  - 戦姫絶唱シンフォギアXV

- となりの怪物くん
- モーレツ宇宙海賊

2014年
- 異能バトルは日常系のなかで
- 神々の悪戯
- グリザイアシリーズ（2014年 - 2020年）
  - グリザイアの果実
  - グリザイアの迷宮
  - グリザイアの楽園
  - グリザイア:ファントムトリガー THE ANIMATION

2015年
- Dance with Devils
- 探偵歌劇 ミルキィホームズ TD

2016年
- 蒼の彼方のフォーリズム
- シュヴァルツェスマーケン
- 探偵オペラ ミルキィホームズ 〜逆襲のミルキィホームズ〜
- ビッグオーダー

2017年
- BanG Dream!シリーズ（2017年 - 2021年）
  - BanG Dream! 2nd Season
  - BanG Dream! 3rd Season
  - BanG Dream! ガルパ☆ピコ
  - BanG Dream! FILM LIVE

2018年
- 転生したらスライムだった件（2018年 - 2019年）

2020年
- キミと僕の最後の戦場、あるいは世界が始まる聖戦シリーズ（2020年 - 2025年）
  - キミと僕の最後の戦場、あるいは世界が始まる聖戦 Season II

2021年
- ヴィジュアルプリズン
- ぼくたちのリメイク

2023年
- テクノロイド オーバーマインド

2025年
- プリンセッション・オーケストラ
- クラシック★スターズ

### ゲーム
- 暁WORKS
  - コミュ - 黒い竜と優しい王国 -
- ういんどみる
  - はぴねす!
  - 祝福のカンパネラ
  - Hyper→Highspeed→Genius
- FC01
  - Canvas2
- 九頭龍
  - 死妹人形
- GROOVER
  - グリーングリーン2 恋のスペシャルサマー
  - グリーングリーン3 ハローグッバイ
- クロシェット
  - カミカゼ☆エクスプローラー!
- CLOCKUP
  - センチネル
- コナミデジタルエンタテインメント
  - テニスの王子様 CARD HUNTER
  - 幻想水滸伝ティアクライス
  - スーパーボンバーマン R
  - 実況パワフルプロ野球2016
  - 実況パワフルプロ野球2018
  - eBASEBALLパワフルプロ野球2020
- コットンソフト
  - ナツメグ
  - レコンキスタ
  - ナギサの
  - アンバークォーツ
  - ぐらタン
  - 終わる世界とバースデイ
- スクウェア・エニックス
  - ケイオスリングス
  - ケイオスリングスΩ
  - ケイオスリングスII
  - ケイオスリングスIII
  - ファイナルファンタジー ブレイブエクスヴィアス
  - WAR OF THE VISIONS ファイナルファンタジー ブレイブエクスヴィアス 幻影戦争
  - 結合男子
- SCORE
  - 絶対★魔王 〜ボクの胸キュン学園サーガ〜
- STREGA
  - 木洩れ陽のノスタルジーカ
- SPICA
  - GARNET CRADLE
- sprite / fairys
  - 恋と選挙とチョコレート
  - いますぐお兄ちゃんに妹だっていいたい!
  - 蒼の彼方のフォーリズム
- セガ
  - シャイニング・レゾナンス
- SEVEN WONDER
  - 太陽のプロミア
  - 太陽のプロミア Flowering Days
- ソニー・コンピュータエンタテインメント
  - ワイルドアームズ ザ フィフスヴァンガード
  - ワイルドアームズ クロスファイア
  - 白騎士物語 -古の鼓動-
  - 白騎士物語 -光と闇の覚醒-
  - 白騎士物語 -episode portable- ドグマ・ウォーズ
- DMM
  - 刀剣乱舞（近侍曲を担当）
- Terios
  - 夜刀姫斬鬼行
- ねこねこソフト
  - サナララR
- Hearts
  - メルクリア 〜水の都に恋の花束を〜
- ひよこソフト桃組
  - おしえて☆エッチなレシピ -アナタとワタシのあま〜いせいかつ!-
- bootUP!
  - とらバ!
- ブシモ（ブシロード）
  - 戦姫絶唱シンフォギアXD UNLIMITED
  - バンドリ! ガールズバンドパーティ!
- ブロッコリー
  - うたの☆プリンスさまっ♪
  - 神々の悪戯
- FrontWing
  - ボーイミーツガール
  - ピュアガール
  - タイムリープぱらだいす
  - ほしうた
  - ほしうた starlight serenade
  - 魔界天使ジブリール4
  - グリザイアの果実
  - グリザイアの迷宮
  - グリザイアの楽園
- BaseSon
  - あっぱれ!天下御免
  - あっぱれ!天下御免 [祭]
- WHITESOFT
  - りとるらびっつ -わがままツインテール-
  - 猫撫ディストーション
  - 猫撫ディストーションExodus
  - ラブライド・イヴ
  - 運命が君の親を選ぶ 君の友人は君が選ぶ[22]
- eufonie
  - 恋剣乙女
- Littlewitch
  - シュガーコートフリークス
- RUNE
  - 思春期
- ルピナス
  - ハチミツ乙女blossomdays
- Whirlpool
  - 77 〜And, two stars meet again〜
  - 涼風のメルト -Where wishes are drawn to each other-
  - 舞風のメルト -Where leads to feeling destination-
  - 竜翼のメロディア -Diva with the blessed dragonol-
- その他
  - リトル・ウィッチ パルフェ 黒猫魔法店物語

### その他
- 京都アニメーション TVCM

## ディスコグラフィ
ここではElements Gardenが主体となって発表した作品のみを扱い、個々の提供作品を列挙することは避ける。

### Elements Garden
| #  | 収録曲              | 歌手           | 作詞            | 作曲               | 編曲               |
| -- | ------------------- | -------------- | --------------- | ------------------ | ------------------ |
| 1  | Introduction        | 木蓮           |                 | 上松範康・藤田淳平 | 上松範康・藤田淳平 |
| 2  | SALVAGE REQUIEM     | 榊原ゆい       | Elements Garden | Elements Garden    | Elements Garden    |
| 3  | Wing of Destiny     | 富田麻帆       | 上松範康        | 上松範康           | 上松範康           |
| 4  | KAMUY               | 木蓮           | 上松範康        | 上松範康           | 藤田淳平           |
| 5  | dissonant chord     | NANA           | kanoko          | 上松範康           | 上松範康           |
| 6  | Happy Leap          | 榊原ゆい       | Bee'            | 上松範康           | 上松範康           |
| 7  | ツナガル☆らぶみくす | 笶田みこ       | 佐藤ひろ美      | 藤間仁             | 藤間仁             |
| 8  | 120円の春           | YURIA          | 片岡とも        | 藤間仁             | 藤間仁             |
| 9  | ZERO                | 佐藤ひろ美     | kanoko          | 菊田大介           | 菊田大介           |
| 10 | Never Slash!!       | 飛蘭           | kanoko          | 藤田淳平           | 藤田淳平           |
| 11 | Growth of mind      | 榊原ゆい・NANA | 宮内理恵        | 菊田大介           | 菊田大介           |
| 12 | Answer              | 片霧烈火       | kanoko          | 藤田淳平           | 藤田淳平           |
| 13 | CRISIS BEAT         | Rita           | ayachi          | 菊田大介           | 菊田大介           |
| 14 | Reconquista         | 飛蘭           | 海富一          | 上松範康           | 菊田大介           |
| 15 | 魂響                | 片霧烈火       | 上松範康        | 上松範康           | 藤田淳平           |
| 16 | 夢の月              | KAKO           | kanoko          | 藤間仁             | 藤間仁             |

### Elements Garden II -TONE CLUSTER-
| #  | 収録曲                  | 歌手             | 作詞            | 作曲            | 編曲            |
| -- | ----------------------- | ---------------- | --------------- | --------------- | --------------- |
| 1  | Introduction            |                  |                 | Elements Garden | Elements Garden |
| 2  | Deus Ex Machina         | 影山ヒロノブ     | Elements Garden | Elements Garden | Elements Garden |
| 3  | 尋ねビト                | Veil∞Lia         | Bee'            | 藤間仁          | 藤間仁          |
| 4  | 星☆に願いを             | NANA             | 上松範康        | 上松範康        | 上松範康        |
| 5  | ENGAGE LINKS            | 真理絵           | ayachi          | 藤田淳平        | 中山真斗        |
| 6  | アルカディア・パレード  | 片霧烈火         | 片霧烈火        | 藤田淳平        | 藤田淳平        |
| 7  | Try on!                 | NANA             | 外山堅・kanoko  | 上松範康        | 菊田大介        |
| 8  | Tears in snow           | 佐藤ひろ美       | tororo          | 上松範康        | 上松範康        |
| 9  | 超新生 -スーパーノヴァ- | たかはし智秋     | 大王SP          | 上松範康        | 菊田大介        |
| 10 | ふれあ☆こんぷれっくす   | NANA             | ayachi          | 中山真斗        | 中山真斗        |
| 11 | ガーネット・クレイドル  | 長瀬弘樹         | 片桐由摩        | 藤田淳平        | 藤田淳平        |
| 12 | Border -境界-           | 笶田みこ         | 海富一          | 藤間仁          | 藤間仁          |
| 13 | Silent Snow             | Rita             | kanoko          | 藤田淳平        | 藤田淳平        |
| 14 | アンバーワールド        | 佐藤ひろ美       | 佐藤ひろ美      | 藤間仁          | 藤間仁          |
| 15 | STAR LEGEND             | 榊原ゆい         | Bee'            | 上松範康        | 中山真斗        |
| 16 | 祝福のカンパネラ        | 佐藤ひろ美・NANA | 佐藤ひろ美      | 上松範康        | 菊田大介        |

### Elements Garden III -phenomena-
| #  | 収録曲                 | 歌手                         | 作詞            | 作曲            | 編曲            |
| -- | ---------------------- | ---------------------------- | --------------- | --------------- | --------------- |
| 1  | Introduction           |                              |                 | Elements Garden | Elements Garden |
| 2  | PLEASE KILL OUR MUSIC  | 谷山紀章                     | Elements Garden | Elements Garden | Elements Garden |
| 3  | Crimson Star           | 富田麻帆                     | Bee'            | 上松範康        | 上松範康        |
| 4  | 1/6000000000           | 音無蘭・凛・蓮（高本めぐみ） | RUCCA           | 菊田大介        | 菊田大介        |
| 5  | Believe forever        | 佐藤ひろ美                   | Bee'            | 上松範康        | 中山真斗        |
| 6  | pile up HURRICANE!     | 中川春菜                     | ayachi          | 藤田淳平        | 藤田淳平        |
| 7  | 色に出でにけりわが恋は | 片霧烈火                     | ayachi          | 菊田大介        | 菊田大介        |
| 8  | たそがれ空             | 茶太                         | Bee'            | 藤間仁          | 藤間仁          |
| 9  | ロケットラブパニック！ | 真理絵                       | 中山真斗        | 中山真斗        | 中山真斗        |
| 10 | さくらフィロソフィー   | 榊原ゆい                     | 中山真斗        | 藤田淳平        | 藤田淳平        |
| 11 | 初恋 carnival          | 桜川めぐ                     | RUCCA           | 藤田淳平        | 藤田淳平        |
| 12 | 春風                   | KAKO                         | 海富一          | 藤間仁          | 藤間仁          |
| 13 | メルクリア             | 霜月はるか                   | RUCCA           | 中山真斗        | 中山真斗        |
| 14 | 白鷗行路-その行く先-   | NANA                         | ayachi          | 藤間仁          | 藤間仁          |
| 15 | Live in Despair        | 飛蘭                         | Bee'            | 上松範康        | 菊田大介        |
| 16 | たからもの             | 笶田みこ                     | 佐藤ひろ美      | 菊田大介        | 菊田大介        |